# Lista de livros sobre ceticismo

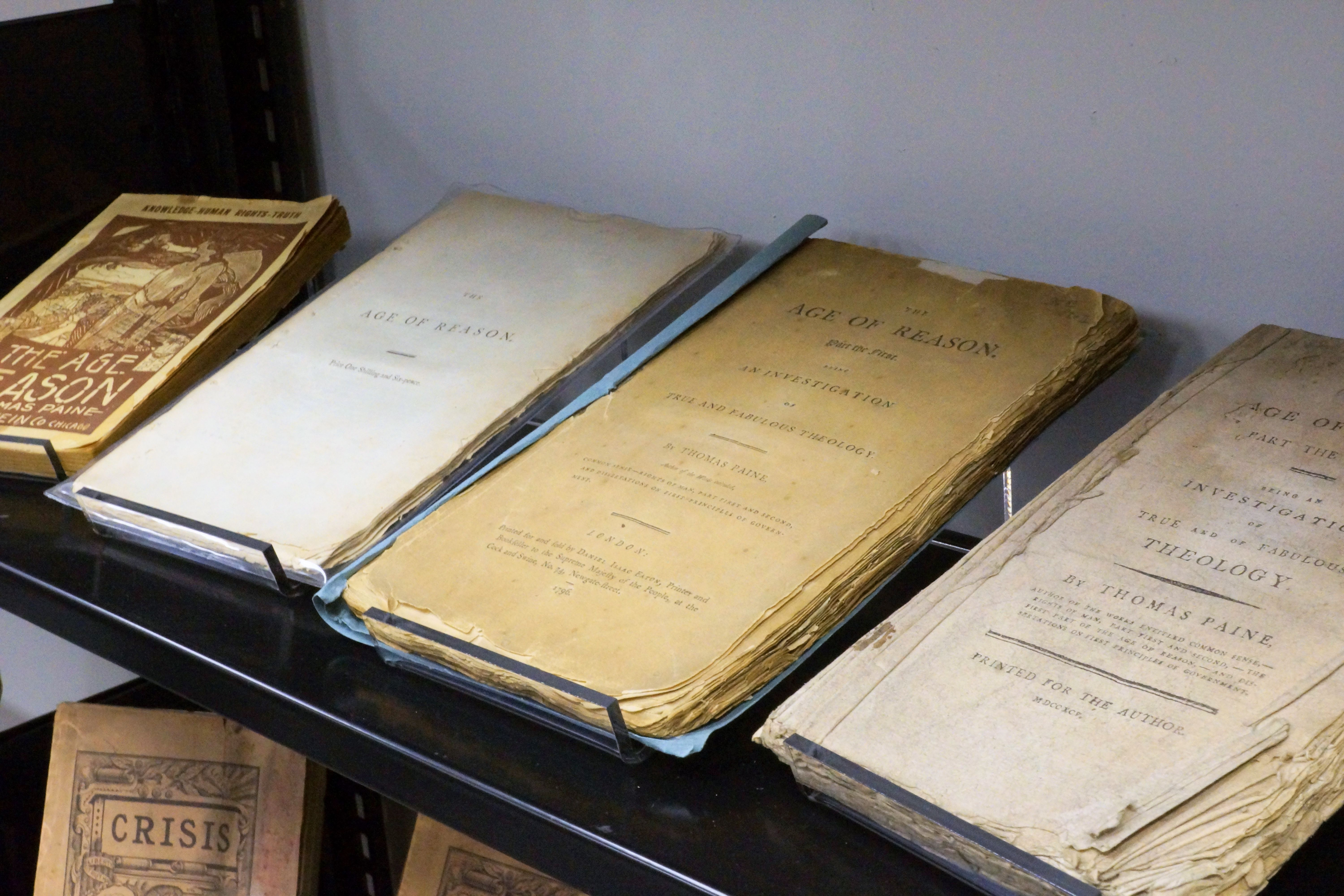
A Era da Razão - Uma rara cópia da edição original, exposta na biblioteca do Center for Inquiry em Amherst, Nova Iorque.

Esta lista de livros sobre ceticismo é uma biblioteca cética de trabalhos focados em ceticismo científico, ceticismo religioso, pensamento crítico, educação científica e refutação das alegações paranormais ou da parapsicologia. Também inclui títulos sobre ateísmo, irreligião, livros sobre "jovens céticos" e assuntos relacionados. Seu objetivo é subsidiar um ponto de partida para a pesquisa nessas áreas.
Existem coleções nos campos do ceticismo, da educação científica e do pensamento livre tanto em bibliotecas físicas quanto online. A obra completa de Robert G. Ingersoll está disponível online na Secular Web e como parte do projeto Internet Archive. A biblioteca da The Drew University conta com uma coleção de panfletos de e sobre Ingersoll.  Em 2013 a Library of Congress anunciou a abertura da coleção de Seth MacFarlane, com arquivos de Carl Sagan e Ann Druyan que incluem mais de 1500 caixas de material doado. MacFarlane fez donativos que permitiram à Library of Congress comprar a coleção de notas de Carl Sagan de Anne Druyan (viúva de Carl Sagan) devido à preocupação dela com a piora da educação científica.

## Recursos online
A Stanford Encyclopedia of Philosophy tem um verbete específico e atualizado sobre pseudociências, com uma lista de referências básicas sobre o tema. A "An Encyclopedia of Claims, Frauds, and Hoaxes of the Occult and Supernatural" (em português "Uma Enciclopédia de Alegações, Fraudes e Enganos do Oculto e do Sobrenatural") de James Randi está disponível no WebArchive. O Dicionário Cético é uma tradução do "Skeptics Dictionary" de Robert Todd Carrol.

## Livros
| Autor(es)/Editor(es)                                                              | Categoria                                 | Título | ISBN                                  | Editora                                                                  | Língua              | Ano       |
| --------------------------------------------------------------------------------- | ----------------------------------------- | --- | ------------------------------------- | ------------------------------------------------------------------------ | ------------------- | --------- |
| Natalia Pasternak, Carlos Orsi                                                    | Ceticismo científico                      | Que bobagem! Pseudociências e outros absurdos que não merecem ser levados a sério                                                                                                   | ISBN 9786555412796                    | Contexto                                                                 | português           | 2023      |
| Natalia Pasternak, Carlos Orsi                                                    | Ceticismo científico                      | Contra a realidade: a negação da ciência e suas consequências | ISBN 9786555920154                    | Papirus 7 Mares                                                          | português           | 2021      |
| John William Draper                                                               | Ceticismo religioso                       | History of the conflict between religion and science | -                                     | KEGAN PAUL, TRENCH, TRUBNER, & CO., Ltd.                                 | inglês              | 1890      |
| Ernst Haeckel                                                                     | Ceticismo religioso                       | The answer of Ernst Haeckel to the falsehoods of the Jesuits, Catholic and Protestant, from the German pamphlet "Sandalion," and "My church departure"                              | -                                     | The Truth Seeker Company                                                 | inglês              | 1911      |
| Carlos Orsi                                                                       | Ceticismo científico, Ceticismo religioso | O Livro dos Milagres: A Ciência por Trás das Curas pela Fé, das Relíquias Sagradas e dos Exorcismos                                                                                 | ISBN 9788588782891 ISBN 9786557110591 | Vieira & Lent Editora da UNESP                                           | português português | 2011 2021 |
| Robert P. Crease                                                                  | Ceticismo científico                      | The Workshop and the World: What Ten Thinkers Can Teach Us About Science and Authority                                                                                              | ISBN 9780393292442                    | W. W. Norton & Company                                                   | inglês              | 2019      |
| Andrew Dickson White                                                              | Ceticismo religioso                       | A history of the warfare of science with theology in Christendom, vol. 1 A history of the warfare of science with theology in Christendom, vol 2                                    | -                                     | Macmillan and Company                                                    | inglês              | 1897      |
| Richard P. Sloan                                                                  | Ceticismo científico                      | Blind faith: the unholy alliance of religion and medicine | ISBN 9780312348816                    | St. Martin's Griffin                                                     | inglês              | 2006      |
| Steve Novella with Bob Novella, Cara Santa Maria, Jay Novella, and Evan Bernstein | Ceticismo científico                      | The Skeptics' Guide to the Universe: How to Know What's Really Real in a World Increasingly Full of Fake                                                                            | ISBN 978-1-5387-6051-2                | Grand Central Publishing                                                 | inglês              | 2018      |
| Radford, Benjamin                                                                 | Ceticismo científico                      | Mysterious New Mexico: Miracles, Magic, and Monsters in the Land of Enchantment | ISBN 9780826354501                    | University of New Mexico Press                                           | inglês              | 2014      |
| Dunning, Brian                                                                    | Ceticismo científico                      | Skeptoid 3: Pirates, Pyramids, and Papyrus | ISBN 9781453881187                    | CreateSpace Independent Publishing Platform                              | inglês              | 2011      |
| Dunning, Brian                                                                    | Ceticismo científico                      | Skeptoid 2: More Critical Analysis Of Pop Phenomena | ISBN 9781440422850                    | CreateSpace Independent Publishing Platform                              | inglês              | 2008      |
| Dunning, Brian                                                                    | Ceticismo científico                      | Skeptoid 4: Astronauts, Aliens, and Ape-Men (Volume 4) | ISBN 9781475205657                    | CreateSpace Independent Publishing Platform                              | inglês              | 2012      |
| Dunning, Brian                                                                    | Ceticismo científico                      | Skeptoid 5: Massacres, Monsters, and Miracles | ISBN 9781492709060                    | CreateSpace Independent Publishing Platform                              | inglês              | 2013      |
| Dunning, Brian                                                                    | Ceticismo científico                      | Skeptoid: Critical Analysis Of Pop Phenomena | ISBN 9781434821669                    | CreateSpace Independent Publishing Platform                              | inglês              | 2008      |
| Flew, Antony                                                                      | Ceticismo científico                      | How to Think Straight: An Introduction to Critical Reasoning | ISBN 9781573922395                    | Prometheus Books                                                         | inglês              | 1998      |
| Bartholomew, Robert E. & Benjamin Radford                                         | Ceticismo científico                      | Hoaxes, Myths, and Manias: Why We Need Critical Thinking | ISBN 9781591022466                    | Prometheus Books                                                         | inglês              | 2003      |
| Patten, Bernard M.                                                                | Ceticismo científico                      | Truth, Knowledge, Or Just Plain Bull: How to Tell the Difference | ISBN 9781591022466                    | Prometheus Books                                                         | inglês              | 2004      |
| Riniolo, Todd C.                                                                  | Ceticismo científico                      | When Good Thinking Goes Bad: How Your Brain Can Have a Mind of Its Own | ISBN 9781591025863                    | Prometheus Books                                                         | inglês              | 2008      |
| DiCarlo, Christopher W.                                                           | Ceticismo científico                      | How to Become a Really Good Pain in the Ass: A Critical Thinker's Guide to Asking the Right Questions                                                                               | ISBN 9781616146344                    | Prometheus Books                                                         | inglês              | 2011      |
| Collins, Loren                                                                    | Ceticismo científico                      | Bullspotting: Finding Facts in the Age of Misinformation | ISBN 9781616146344                    | Prometheus Books                                                         | inglês              | 2012      |
| Harrison, Guy P.                                                                  | Ceticismo científico                      | Think: Why You Should Question Everything | ISBN 9781616148072                    | Prometheus Books                                                         | inglês              | 2013      |
| Ehrenreich, Barbara                                                               | Ceticismo científico                      | Bright-Sided: How Positive Thinking is Undermining America | ISBN 9780312658854                    | Picador (imprint)                                                        | inglês              | 2010      |
| Pringle, Laurence                                                                 | Jovens céticos                            | Billions of Years, Amazing Changes: The Story of Evolution | ISBN 9781590787236                    | Boyds Mills Press                                                        | inglês              | 2011      |
| Aaronovitch, David                                                                | Teoria da conspiração                     | Voodoo Histories: The Role of the Conspiracy Theory in Shaping Modern History | ISBN 9781594484988                    | Riverhead Books                                                          | inglês              | 2010      |
| Dunbar, David & Brad Reagan                                                       | Teoria da conspiração                     | Debunking 9/11 Myths: Why Conspiracy Theories Can't Stand Up to the Facts | ISBN 9781588165473                    | Hearst Books                                                             | inglês              | 2011      |
| Bugliosi, Vincent                                                                 | Teoria da conspiração                     | Reclaiming History: The Assassination of President John F. Kennedy | ISBN 9780393045253                    | W. W. Norton & Company                                                   | inglês              | 2007      |
| Hurley, Dan                                                                       | Medicina alternativa                      | Natural Causes: Death, Lies, and Politics in America's Vitamin and Herbal Supplement Industry                                                                                       | ISBN 9780767920438                    | Broadway Books                                                           | inglês              | 2006      |
| Kern, Edmund M.                                                                   | Jovens céticos                            | The Wisdom of Harry Potter: What Our Favorite Hero Teaches Us about Moral Choices                                                                                                   | ISBN 9781591021339                    | Prometheus Books                                                         | inglês              | 2003      |
| Bennett, Helen                                                                    | Jovens céticos                            | Humanism, What's That?: A Book for Curious Kids | ISBN 9781591023876                    | Prometheus Books                                                         | inglês              | 2005      |
| Baillargeon, Normand                                                              | Ceticismo científico                      | A Short Course in Intellectual Self-Defense: Find Your Inner Chomsky | ISBN 9781583227657                    | Seven Stories Press                                                      | inglês              | 2008      |
| Whitt, Stephen                                                                    | Jovens céticos                            | The Turtle and the Universe | ISBN 9781591026266                    | Prometheus Books                                                         | inglês              | 2008      |
| Rubino, Michael                                                                   | Jovens céticos                            | Bang!: How We Came to Be | ISBN 9781616144722                    | Prometheus Books                                                         | inglês              | 2011      |
| Cunningham, Darryl                                                                | Jovens céticos                            | How to Fake a Moon Landing: Exposing the Myths of Science Denial | ISBN 9781419706899                    | Abrams Books                                                             | inglês              | 2013      |
| Yes! (U.S. magazine)                                                              | Jovens céticos                            | Hoaxed!: Fakes and Mistakes in the World of Science | ISBN 9781554532070                    | Kids Can Press                                                           | inglês              | 2009      |
| Yes! (U.S. magazine)                                                              | Jovens céticos                            | Science Detectives: How Scientists Solved Six Real-Life Mysteries | ISBN 9781553379959                    | Kids Can Press                                                           | inglês              | 2006      |
| Jackson, Ellen                                                                    | Jovens céticos                            | The Tree of Life: The Wonders of Evolution | ISBN 9781591022404                    | Prometheus Books                                                         | inglês              | 2004      |
| Bennett, Jeffrey                                                                  | Jovens céticos                            | Max Goes to the Moon: A Science Adventure with Max the Dog | ISBN 9781937548209                    | Big Kid Science                                                          | inglês              | 2013      |
| Lawson, Kristan                                                                   | Jovens céticos                            | Darwin and Evolution for Kids: His Life and Ideas with 21 Activities | ISBN 9781556525025                    | Chicago Review Press                                                     | inglês              | 2003      |
| Bering, Jesse                                                                     | Ceticismo científico                      | The Belief Instinct: The Psychology of Souls, Destiny, and the Meaning of Life | ISBN 9780393341263                    | W. W. Norton & Company                                                   | inglês              | 2012      |
| Cazeau, Charles                                                                   | Jovens céticos                            | Test Your Science IQ | ISBN 9781573928519                    | Prometheus Books                                                         | inglês              | 2000      |
| Swanson, Diane                                                                    | Jovens céticos                            | Turn it Loose: The Scientist in Absolutely Everybody | ISBN 9781550378504                    | Annick Press                                                             | inglês              | 2004      |
| Dawkins, Richard                                                                  | Jovens céticos                            | A Magia da Realidade | ISBN 9788535920543                    | Companhia das Letras                                                     | português           | 2012      |
| French, Jackie                                                                    | Jovens céticos                            | The Little Book of Big Questions | ISBN 9781550376555                    | Annick Press                                                             | inglês              | 2000      |
| Haught, James A.                                                                  | Jovens céticos                            | Science in a Nanosecond: Illustrated Answers to 100 Basic Science Questions | ISBN 9780879756376                    | Prometheus Books                                                         | inglês              | 1990      |
| Wollard, Kathy                                                                    | Jovens céticos                            | How Come? | ISBN 9781563053245                    | Workman Publishing Company                                               | inglês              | 1993      |
| Yule, Tim                                                                         | Jovens céticos                            | Sasquatches from Outer Space: Exploring the Weirdest Mysteries Ever | ISBN 9781573928472                    | Prometheus Books                                                         | inglês              | 2000      |
| Stein, Sara                                                                       | Jovens céticos                            | The Evolution Book | ISBN 9780894809279                    | Workman Publishing Company                                               | inglês              | 1986      |
| Martin, Theresa                                                                   | Jovens céticos                            | Flat Earth? Round Earth? | ISBN 9781573929882                    | Prometheus Books                                                         | inglês              | 2002      |
| Nickell, Joe                                                                      | Jovens céticos                            | Wonder-Workers!: How They Perform the Impossible | ISBN 9780879756888                    | Prometheus Books                                                         | inglês              | 1991      |
| Spong, John Shelby                                                                | Ceticismo religioso                       | Why Christianity Must Change or Die: A Bishop Speaks to Believers in Exile | ISBN 9780060675363                    | HarperCollins                                                            | inglês              | 1999      |
| Spong, John Shelby                                                                | Ceticismo religioso                       | Why Christianity Must Change or Die: A Bishop Speaks to Believers in Exile | ISBN 9780060675363                    | HarperCollins                                                            | inglês              | 1999      |
| Helms, Randel                                                                     | Ceticismo religioso                       | Who Wrote the Gospels? | ISBN 9780965504737                    | Millenium Press                                                          | inglês              | 1997      |
| Friedman, Richard Elliot                                                          | Ceticismo religioso                       | Who Wrote the Bible? | ISBN 9780060630355                    | HarperCollins                                                            | inglês              | 1989      |
| Chalmers, Alan                                                                    | Ceticismo científico                      | What Is This Thing Called Science? | ISBN 9781624660382                    | Hackett Publishing Company                                               | inglês              | 2013      |
| Feynman, Richard                                                                  | Ceticismo científico                      | What Do You Care What Other People Think?: Further Adventures of a Curious Character                                                                                                | ISBN 9780393320923                    | W. W. Norton & Company                                                   | inglês              | 2001      |
| Quine, Willard Van Orman & J.S. Ullian                                            | Ceticismo científico                      | The Web of Belief | ISBN 9780075536093                    | McGraw-Hill                                                              | inglês              | 1978      |
| Gould, Stephen Jay                                                                | Ceticismo científico                      | An Urchin in the Storm: Essays about Books and Ideas | ISBN 9780393305371                    | W. W. Norton & Company                                                   | inglês              | 1988      |
| Szasz, Thomas                                                                     | Ceticismo científico                      | The Untamed Tongue: A Dissenting Dictionary | ISBN 9780812691047                    | Open Court Publishing Company                                            | inglês              | 1990      |
| Horgan, John                                                                      | Ceticismo científico                      | The Undiscovered Mind: How the Human Brain Defies Replication, Medication, and Explanation                                                                                          | ISBN 9780684865782                    | Free Press (publisher)                                                   | inglês              | 2000      |
| Bowie, G. Lee & Meredith W. Michaels & Robert C. Solomon                          | Ceticismo científico                      | Twenty Questions: An Introduction to Philosophy | ISBN 9781439043967                    | Cengage Learning                                                         | inglês              | 2010      |
| Hoffer, Eric                                                                      | Ceticismo científico                      | The True Believer: Thoughts on the Nature of Mass Movements | ISBN 9780060505912                    | Harper Perennial                                                         | inglês              | 2010      |
| Kurtz, Paul                                                                       | Ceticismo científico                      | The Transcendental Temptation: A Critique of Religion and the Paranormal | ISBN 9781616148270                    | Prometheus Books                                                         | inglês              | 2013      |
| Gray,William D.                                                                   | Ceticismo científico                      | Thinking Critically About New Age Ideas | ISBN 9781573922111                    | Cengage Learning                                                         | inglês              | 1991      |
| Cannavo, S.                                                                       | Ceticismo científico                      | Think to Win: The Power of Logic in Everyday Life | ISBN 9781573922111                    | Prometheus Books                                                         | inglês              | 1998      |
| de Bono, Edward                                                                   | Ceticismo científico                      | Teaching Thinking | ISBN 9780140137859                    | Penguin Books                                                            | inglês              | 1992      |
| Pigliucci, Massimo                                                                | Ceticismo científico                      | Tales of the Rational: Skeptical Essays About Nature and Science | ISBN 9781887392112                    | Freethought Press                                                        | inglês              | 2000      |
| Larson, Edward J.                                                                 | Ceticismo científico                      | Summer for the Gods: The Scopes Trial and America's Continuing Debate Over Science and Religion                                                                                     | ISBN 9780465075102                    | Basic Books                                                              | inglês              | 2006      |
| Kuhn, Thomas                                                                      | Ceticismo científico                      | The Structure of Scientific Revolutions | ISBN 9780226458120                    | University of Chicago Press                                              | inglês              | 2012      |
| Bawer, Bruce                                                                      | Ceticismo religioso                       | Stealing Jesus: How Fundamentalism Betrays Christianity | ISBN 9780609802229                    | Broadway Books                                                           | inglês              | 1997      |
| Berger, Peter L. & Thomas Luckmann                                                | Ceticismo científico                      | The Social Construction of Reality: A Treatise in the Sociology of Knowledge | ISBN 9780385058988                    | Random House                                                             | inglês              | 1967      |
| Raymo, Chet                                                                       | Ceticismo religioso                       | Skeptics and True Believers: The Exhilarating Connection Between Science and Religion                                                                                               | ISBN 9780802775641                    | Walker & Co.                                                             | inglês              | 1999      |
| Sagan, Carl & Ann Druyan                                                          | Ceticismo científico                      | Shadows of Forgotten Ancestors | ISBN 9780345384720                    | Ballantine Books                                                         | inglês              | 1993      |
| Lett, James                                                                       | Ceticismo científico                      | Science, Reason, and Anthropology: The Principles of Rational Inquiry | ISBN 9780847685936                    | Rowman & Littlefield                                                     | inglês              | 1997      |
| Hazen, Robert & James Trefil                                                      | Ceticismo científico                      | Science Matters: Achieving Scientific Literacy | ISBN 9780307454584                    | Random House                                                             | inglês              | 2009      |
| Spong, John Shelby                                                                | Ceticismo religioso                       | Rescuing the Bible from Fundamentalism: A Bishop Rethinks the Meaning of Scripture                                                                                                  | ISBN 9780060675189                    | HarperCollins                                                            | inglês              | 1992      |
| Victor, Jeffrey S.                                                                | Ceticismo científico                      | Satanic Panic: The Creation of a Contemporary Legend | ISBN 9780812691924                    | Open Court Publishing Company                                            | inglês              | 1993      |
| Asimov, Isaac                                                                     | Ceticismo científico                      | The Relativity of Wrong | ISBN 9781575660080                    | Kensington Books                                                         | inglês              | 1995      |
| Oparin, A. I.                                                                     | Criacionismo                              | Origin of Life | ISBN 9780486495224                    | Dover Publications                                                       | inglês              | 2003      |
| Strahler, Arthur N.                                                               | Criacionismo                              | Science and Earth History: The Evolution/Creation Controversy | ISBN 9781573927178                    | Prometheus Books                                                         | inglês              | 1999      |
| Alters, Brian J.                                                                  | Criacionismo                              | Teaching Biological Evolution in Higher Education: Methodological, Religious, and Nonreligious Issues                                                                               | ISBN 9780763728892                    | Jones & Bartlett Learning                                                | inglês              | 2004      |
| Alters, Brian J & Sandra M. Alters                                                | Criacionismo                              | Defending Evolution: a guide to the evolution/creation controversy | ISBN 9780763711184                    | Jones & Bartlett Learning                                                | inglês              | 2001      |
| Zimmer, Carl                                                                      | Criacionismo                              | Smithsonian Intimate Guide to Human Origins | ISBN 9780060829612                    | Harpercollins                                                            | inglês              | 2005      |
| De Duve, Christian                                                                | Criacionismo                              | Vital Dust: The Origin and Evolution of Life on Earth | ISBN 9780465090457                    | Basic Books                                                              | inglês              | 1995      |
| Wills, Christopher & Jeffrey Bada                                                 | Criacionismo                              | The Spark of Life: Darwin and the Primeval Soup | ISBN 9780738204932                    | Basic Books                                                              | inglês              | 2001      |
| Dennett, Daniel C.                                                                | Criacionismo                              | A Perigosa Ideia de Darwin | ISBN 8532508006                       | Rocco                                                                    | português           | 1998      |
| Darling, David J.                                                                 | Criacionismo                              | Life Everywhere | ISBN 9780465015641                    | Basic Books                                                              | inglês              | 2002      |
| Chaisson, Eric J.                                                                 | Criacionismo                              | Epic of Evolution: Seven Ages of the Cosmos | ISBN 9780231135603                    | Columbia University Press                                                | inglês              | 2005      |
| Dyson, Freeman                                                                    | Criacionismo                              | Origins of Life | ISBN 9780521626682                    | Cambridge University Press                                               | inglês              | 1999      |
| Dalrymple, G. Brent                                                               | Criacionismo                              | The Age of the Earth | ISBN 0804723311                       | Stanford University Press                                                | inglês              | 1994      |
| Birx, H. James                                                                    | Criacionismo                              | Interpreting Evolution | ISBN 9780879756369                    | Prometheus Books                                                         | inglês              | 1991      |
| Schopf, J. William                                                                | Criacionismo                              | Cradle of Life: The Discovery of Earth's Earliest Fossils | ISBN 9780691088648                    | Princeton University Press                                               | inglês              | 2001      |
| Schopf, J. William                                                                | Criacionismo                              | Life's Origin: The Beginnings of Biological Evolution | ISBN 9780520233911                    | University of California Press                                           | inglês              | 2002      |
| Smith, John Maynard                                                               | Criacionismo                              | The Theory of Evolution | ISBN 9780521451284                    | Cambridge University Press                                               | inglês              | 1993      |
| McCabe, Joseph                                                                    | Criacionismo                              | The Story of Evolution no Projeto Gutenberg | -                                     | Hutchinson & Co                                                          | inglês              | 1912      |
| Krauss, Lawrence M.                                                               | Criacionismo                              | Um Universo que Veio do Nada: Porque Há Criação Sem Criador | ISBN 9788577532513                    | Paz e Terra                                                              | português           | 2013      |
| Stauth, Cameron                                                                   | Ceticismo científico                      | In the Name of God: The True Story of the Fight to Save Children from Faith-Healing Homicide                                                                                        | ISBN 9781250005793                    | Thomas Dunne Books                                                       | inglês              | 2013      |
| Prothero, Donald                                                                  | Ceticismo científico                      | Reality Check: How Science Deniers Threaten Our Future | ISBN 9780253010292                    | Indiana University Press                                                 | inglês              | 2012      |
| Margulis, Lynn                                                                    | Criacionismo                              | Microcosmos: Four Billion Years of Microbial Evolution | ISBN 9780520210646                    | University of California Press                                           | inglês              | 1997      |
| Perakh, Mark                                                                      | Criacionismo                              | Unintelligent Design | ISBN 9781591020844                    | Prometheus Books                                                         | inglês              | 2003      |
| Gardner, Martin                                                                   | Criacionismo                              | Did Adam and Eve Have Navels?: Debunking Pseudoscience | ISBN 9780393322385                    | W. W. Norton & Company                                                   | inglês              | 2001      |
| Ruse, Michael                                                                     | Criacionismo                              | But Is It Science? | ISBN 9781573920872                    | Prometheus Books                                                         | inglês              | 1996      |
| National Academy of Sciences,                                                     | Criacionismo                              | Teaching About Evolution and the Nature of Science | ISBN 9780309063647                    | National Academies Press                                                 | inglês              | 1998      |
| National Academy of Sciences                                                      | Criacionismo                              | Science and Creationism: A View from the National Academy of Sciences | ISBN 9780309064064                    | National Academies Press                                                 | inglês              | 1999      |
| Shanks, Niall                                                                     | Criacionismo                              | God, the Devil, and Darwin: A Critique of Intelligent Design Theory | ISBN 9780195161991                    | Oxford University Press, USA                                             | inglês              | 2004      |
| Eldredge, Niles                                                                   | Criacionismo                              | Why We Do It: Rethinking Sex and the Selfish Gene | ISBN 9780393326956                    | W. W. Norton & Company                                                   | inglês              | 2005      |
| Dawkins, Richard                                                                  | Criacionismo                              | O Capelão do Diabo | ISBN 8535906541                       | Companhia das Letras                                                     | português           | 2005      |
| Dawkins, Richard                                                                  | Criacionismo                              | A Escalada do Monte Improvável | ISBN 9788571647763                    | Companhia das Letras                                                     | português           | 1998      |
| Dawkins, Richard                                                                  | Criacionismo                              | River Out of Eden | ISBN 8532506054                       | Editora Rocco                                                            | português           | 1998      |
| Dawkins, Richard                                                                  | Criacionismo                              | O Fenótipo Estendido | ISBN 9780192880512                    | Oxford University Press, USA                                             | inglês              | 1999      |
| Dawkins, Richard                                                                  | Criacionismo                              | O Maior Espetáculo da Terra: As Evidências da Evolução | ISBN 9788535915723                    | Companhia da Letras                                                      | português           | 2009      |
| Dawkins, Richard                                                                  | Criacionismo                              | O Gene Egoísta | ISBN 9788535911299                    | Companhia das Letras                                                     | português           | 2007      |
| Dawkins, Richard                                                                  | Criacionismo                              | Desvendando o Arco-íris | ISBN 9788535900309                    | Companhia das Letras                                                     | português           | 2000      |
| Carroll, Sean B.                                                                  | Criacionismo                              | Endless Forms Most Beautiful: The New Science of Evo Devo | ISBN 9780393060164                    | W. W. Norton & Company                                                   | inglês              | 2005      |
| Gould, Stephen Jay                                                                | Criacionismo                              | Bully for Brontosaurus | ISBN 9780393308570                    | W. W. Norton & Company                                                   | inglês              | 1992      |
| Gould, Stephen Jay                                                                | Criacionismo                              | The Flamingo's Smile: Reflections in Natural History | ISBN 9780393303759                    | W. W. Norton & Company                                                   | inglês              | 1987      |
| Gould, Stephen Jay                                                                | Criacionismo                              | O Polegar do Panda | ISBN 9788533619630                    | Martins Fontes                                                           | português           | 2004      |
| Gould, Stephen Jay                                                                | Criacionismo                              | The Structure of Evolutionary Theory | ISBN 9780674006133                    | Belknap Press of Harvard University Press                                | inglês              | 2002      |
| Gould, Stephen Jay                                                                | Criacionismo                              | Wonderful Life: The Burgess Shale and the Nature of History | ISBN 9780393307009                    | W. W. Norton & Company                                                   | inglês              | 1990      |
| Gould, Stephen Jay                                                                | Criacionismo                              | Hen's Teeth and Horse's Toes: Further Reflections in Natural History | ISBN 9780393311037                    | W. W. Norton & Company                                                   | inglês              | 1994      |
| Kauffman, Stuart A.                                                               | Criacionismo                              | The Origins of Order: Self-Organization and Selection in Evolution | ISBN 9780195079517                    | Oxford University Press, USA                                             | inglês              | 1993      |
| Cairns-Smith, A. G.                                                               | Criacionismo                              | Seven Clues to the Origin of Life: A Scientific Detective Story | ISBN 9780521398282                    | Cambridge University Press                                               | inglês              | 1990      |
| Clements, Tad S.                                                                  | Criacionismo                              | Science Vs. Religion | ISBN 9780879755935                    | Prometheus Books                                                         | inglês              | 1990      |
| Committee on Planetary Biology and Chemical Evolution                             | Criacionismo                              | The Search for Life's Origins: Progress and Future Directions in Planetary Biology and Chemical Evolution                                                                           | ISBN 9780309042468                    | National Academies Press                                                 | inglês              | 1990      |
| Fry, Iris                                                                         | Criacionismo                              | Emergence of Life on Earth: A Historical and Scientific Overview | ISBN 9780813527406                    | Rutgers University Press                                                 | inglês              | 2000      |
| Hardcastle, Gary L.(ed) & George A. Reisch (ed)                                   | Criacionismo                              | Bullshit and Philosophy: Guaranteed to Get Perfect Results Every Time | ISBN 9780812696110                    | Open Court                                                               | inglês              | 2006      |
| Lahav, Noam                                                                       | Criacionismo                              | Biogenesis: Theories of Life's Origin | ISBN 9780195117554                    | Oxford University Press                                                  | inglês              | 1998      |
| Martin, Robert A.                                                                 | Criacionismo                              | Missing Links: Evolutionary Concepts & Transitions Through Time | ISBN 9780763721961                    | Jones & Bartlett Learning                                                | inglês              | 2003      |
| McKown, Delos B.                                                                  | Criacionismo                              | The Mythmaker's Magic | ISBN 9780879757700                    | Prometheus Books                                                         | inglês              | 1993      |
| Peoples, Hervey Cunningham                                                        | Criacionismo                              | The Human Question: What People Believe About Evolution, Human Origins, and the Beginning of Life                                                                                   | ISBN 9780972233064                    | Red Lion Press                                                           | inglês              | 2003      |
| Smith, Cameron M. & Charles Sullivan                                              | Criacionismo                              | The Top 10 Myths About Evolution | ISBN 9781591024798                    | Prometheus Books                                                         | inglês              | 2006      |
| Tiffin, Lee                                                                       | Criacionismo                              | Creationism's Upside-Down Pyramid: How Science Refutes Fundamentalism | ISBN 9780879758981                    | Prometheus Books                                                         | inglês              | 1994      |
| Weller, Tom                                                                       | Criacionismo                              | Science Made Stupid | ISBN 9780395366462                    | Mariner Books                                                            | inglês              | 1985      |
| Young, Matt & Taner Edis                                                          | Criacionismo                              | Why Intelligent Design Fails: A Scientific Critique of the New Creationism | ISBN 9780813534336                    | Rutgers University Press                                                 | inglês              | 2004      |
| Haldeman-Julius, Emanuel                                                          | Ceticismo científico                      | The Outline of Bunk, Including the Admirations of a Debunker | -                                     | Stratford company                                                        | inglês              | 1929      |
| Nickell, Joe                                                                      | Ceticismo científico                      | Investigating the Paranormal | ISBN 0485820021                       | Barnes & Noble Books                                                     | inglês              | 2001      |
| Nickell, Joe                                                                      | Ceticismo científico                      | The Science of Miracles: Investigating the Incredible | ISBN 9781616147419                    | Prometheus Books                                                         | inglês              | 2013      |
| Evans, Bergen                                                                     | Ceticismo científico                      | The Natural History of Nonsense | ISBN 9780394437774                    | Alfred A. Knopf                                                          | inglês              | 1946      |
| Stollznow, Karen                                                                  | Ceticismo científico                      | Haunting America | -                                     | James Randi Educational Foundation                                       | inglês              | 2013      |
| Pigliucci, Massimo                                                                | Ceticismo científico                      | A Skeptic's Skeptic | -                                     | RationallySpeaking.org                                                   | inglês              | 2013      |
| Forrest, Barbara & Paul R. Gross                                                  | Criacionismo                              | Creationism's Trojan Horse: The Wedge of Intelligent Design | ISBN 0195157427                       | Oxford University Press                                                  | inglês              | 2004      |
| vos Savant, Marilyn                                                               | Ceticismo científico                      | The Power of Logical Thinking: Easy Lessons in the Art of Reasoning...and Hard Facts About Its Absence in Our Lives                                                                 | ISBN 0312139853                       | St. Martin's Press                                                       | inglês              | 1996      |
| Chapman, Matthew                                                                  | Ceticismo científico                      | Trials of the Monkey: An Accidental Memoir | ISBN 0312300786                       | Picador USA                                                              | inglês              | 2000      |
| Roach, Mary                                                                       | Ceticismo científico                      | Spook: Science Tackles the Afterlife | ISBN 0393059626                       | W. W. Norton & Company                                                   | inglês              | 2005      |
| Godfrey, Laurie R.                                                                | Criacionismo                              | Scientists Confront Creationism | ISBN 0393301540                       | W. W. Norton & Company                                                   | inglês              | 1981      |
| Shermer, Michael & Alex Grobman                                                   | Teoria da conspiração                     | Denying History: Who Says the Holocaust Never Happened and Why Do They Say It? | ISBN 0520234693                       | University of California Press                                           | inglês              | 2002      |
| Ali, Ayaan Hirsi                                                                  | Ceticismo científico                      | Infiel | ISBN 9788535911091                    | Companhia das Letras                                                     | português           | 2007      |
| Houdini, Harry                                                                    | Ceticismo científico                      | Miracle Mongers and Their Methods: A Complete Expose | ISBN 0879758171                       | Prometheus Books                                                         | inglês              | 1993      |
| Hughes, Liz Rank (ed.)                                                            | Criacionismo                              | Reviews of Creationist Books | ISBN 0939873524                       | National Center for Science Education                                    | inglês              | 1984      |
| Gilovich, Thomas                                                                  | Ceticismo científico                      | How We Know What Isn't So: The Fallibility of Human Reason in Everyday Life | ISBN 0029117062                       | Free Press                                                               | inglês              | 1993      |
| Twain, Mark                                                                       | Ceticismo científico                      | Letters from the Earth: Uncensored Writings | ISBN 0060518650                       | Perennial Classics                                                       | inglês              | 2004      |
| Harris, Marvin                                                                    | Ceticismo científico                      | Our Kind: Who We Are, Where We Came From, & Where We Are Going | ISBN 0060919906                       | Harper Perennial                                                         | inglês              | 1990      |
| Ehrman, Bart D                                                                    | Ceticismo religioso                       | Jesus, Interrupted | ISBN 0061173932                       | HarperOne                                                                | inglês              | 2009      |
| Miller, Kenneth R.                                                                | Ceticismo científico                      | Finding Darwin's God: A Scientist's Search for Common Ground Between God and Evolution                                                                                              | ISBN 0061233501                       | Harper Perennial                                                         | inglês              | 2007      |
| Cialdini, Robert B.                                                               | Ceticismo científico                      | Influence: The Psychology of Persuasion | ISBN 006124189X                       | Harper Business                                                          | inglês              | 2006      |
| Schick, Theodore & Lewis Vaughn                                                   | Ceticismo científico                      | How to Think About Weird Things: Critical Thinking for a New Age | ISBN 0078038367                       | McGraw-Hill                                                              | inglês              | 2014      |
| Dennett, Daniel C.                                                                | Ceticismo religioso                       | Quebrando o Encanto: A Religião como Fenômeno Natural | ISBN 9788525042880                    | Editora Globo                                                            | português           | 2006      |
| Postman, Neil & Steve Powers                                                      | Ceticismo científico                      | How To Watch TV News | ISBN 0143113771                       | Penguin Books                                                            | inglês              | 2008      |
| Cromer, Alan                                                                      | Ceticismo científico                      | Uncommon Sense: The Heretical Nature of Science | ISBN 0195096363                       | Oxford University Press                                                  | inglês              | 1995      |
| Park, Robert                                                                      | Ceticismo científico                      | Voodoo Science: The Road from Foolishness to Fraud | ISBN 0195135156                       | Oxford University Press                                                  | inglês              | 2000      |
| Kitcher, Philip                                                                   | Ceticismo científico                      | Living with Darwin: Evolution, Design, and the Future of Faith | ISBN 0195384342                       | Oxford University Press                                                  | inglês              | 2009      |
| Huizenga, John R.                                                                 | Ceticismo científico                      | Cold fusion: The scientific fiasco of the century | ISBN 0198558171                       | Oxford University Press                                                  | inglês              | 1994      |
| Frazer, James George                                                              | Ceticismo religioso                       | The Golden Bough: A Study in Magic and Religion | ISBN 0199538824                       | Oxford University Press                                                  | inglês              | 2009      |
| Vyse, Stuart A.                                                                   | Ceticismo científico                      | Believing in Magic: The Psychology of Superstition | ISBN 019999692X                       | Oxford University Press                                                  | inglês              | 2013      |
| Dorner, Dietrich                                                                  | Ceticismo científico                      | The Logic of Failure: Recognizing and Avoiding Error in Complex Situations | ISBN 0201479486                       | Basic Books                                                              | inglês              | 1997      |
| Browne, M. Neil & Stuart M. Keeley                                                | Ceticismo científico                      | Asking the Right Questions: A Guide to Critical Thinking | ISBN 0205111165                       | Longman                                                                  | inglês              | 2011      |
| Stanovich, Keith E.                                                               | Ceticismo científico                      | How to Think Straight About Psychology | ISBN 0205914128                       | Pearson                                                                  | inglês              | 2013      |
| Showalter, Elaine                                                                 | Ceticismo científico                      | Hystories: Hysterical Epidemics and Modern Media | ISBN 0231104596                       | Columbia University Press                                                | inglês              | 1997      |
| Kitcher, Philip                                                                   | Criacionismo                              | Abusing Science: The Case Against Creationism | ISBN 026261037X                       | MIT Press                                                                | inglês              | 1983      |
| Persinger, Michael A.                                                             | Ceticismo religioso                       | Neuropsychological Bases of God Beliefs | ISBN 0275926486                       | Praeger                                                                  | inglês              | 1987      |
| Randi, James & Arthur C. Clarke                                                   | Ceticismo científico                      | An Encyclopedia of Claims, Frauds, and Hoaxes of the Occult and Supernatural | ISBN 0312151195                       | St. Martin's Griffin                                                     | inglês              | 1997      |
| Gardner, Martin                                                                   | Ceticismo científico                      | The Night Is Large: Collected Essays 1938-1995 | ISBN 0312169493                       | St. Martin's Griffin                                                     | inglês              | 1997      |
| Macknik, Stephen L. & Susana Martinez-Conde, Sandra Blakeslee                     | Ceticismo científico                      | Sleights of Mind: What the Neuroscience of Magic Reveals About Our Everyday Deceptions                                                                                              | ISBN 0312611676                       | Picador                                                                  | inglês              | 2011      |
| Ronson, Jon                                                                       | Ceticismo científico                      | The Men Who Stare at Goats | ISBN 0330507702                       | Picador                                                                  | inglês              | 2009      |
| Sagan, Carl                                                                       | Ceticismo científico                      | The Dragons of Eden: Speculations on the Evolution of Human Intelligence | ISBN 0345346297                       | Ballantine Books                                                         | inglês              | 1986      |
| Sagan, Carl                                                                       | Ceticismo científico                      | Billions and Billions: Thoughts on Life and Death at the Brink of the Millennium | ISBN 0345379187                       | Ballantine Books                                                         | inglês              | 1997      |
| Sagan, Carl                                                                       | Ceticismo científico                      | O mundo assombrado pelos demônios: a ciência vista como uma vela no escuro | ISBN 853590834X                       | Companhia das Letras                                                     | português           | 2006      |
| Jones, Steve                                                                      | Ceticismo científico                      | Darwin's Ghost: The Origin of Species Updated | ISBN 0345422775                       | Ballantine Books                                                         | inglês              | 2001      |
| James, Peter & Nick Thorpe                                                        | Ceticismo científico                      | Ancient Mysteries: Discover the Latest Intriguing, Scientifically Sound Explanations to Age-Old Puzzles                                                                             | ISBN 0345434889                       | Ballantine Books                                                         | inglês              | 2001      |
| Casti, John L.                                                                    | Ceticismo científico                      | Paradigms Lost: Tackling the Unanswered Mysteries of Life | ISBN 0380711656                       | Harper Perennial                                                         | inglês              | 1990      |
| Humphrey, Nicholas                                                                | Ceticismo científico                      | Leaps of Faith: Science, Miracles, and the Search for Supernatural Consolation | ISBN 0387987207                       | Copernicus                                                               | inglês              | 1999      |
| Gould, Stephen Jay                                                                | Ceticismo científico                      | The Richness of Life: The Essential Stephen Jay Gould | ISBN 0393064980                       | W. W. Norton & Company                                                   | inglês              | 2007      |
| Gould, Stephen Jay                                                                | Ceticismo científico                      | Ever Since Darwin: Reflections in Natural History | ISBN 0393308189                       | W. W. Norton & Company                                                   | inglês              | 1977      |
| Huff, Darrell                                                                     | Ceticismo científico                      | How to Lie With Statistics | ISBN 0393310728                       | W. W. Norton & Company                                                   | inglês              | 1993      |
| Gould, Stephen Jay                                                                | Ceticismo científico                      | The Mismeasure of Man | ISBN 0393314251                       | W. W. Norton & Company                                                   | inglês              | 1996      |
| Dawkins, Richard                                                                  | Ceticismo religioso                       | O Relojoeiro Cego | ISBN 9788535901610                    | Companhia das Letras                                                     | português           | 2001      |
| Feynman, Richard                                                                  | Ceticismo científico                      | Surely You’re Joking, Mr. Feynman!: Adventures of a Curious Character | ISBN 0393316041                       | W. W. Norton & Company                                                   | inglês              | 1997      |
| Wilson, E.O.                                                                      | Ceticismo científico                      | The Creation: An Appeal to Save Life on Earth | ISBN 0393330486                       | W. W. Norton & Company                                                   | inglês              | 2007      |
| Ernst, Edzard & Simon Singh                                                       | Medicina alternativa                      | Trick or Treatment: The Undeniable Facts About Alternative Medicine | ISBN 0393337782                       | W. W. Norton & Company                                                   | inglês              | 2009      |
| Hofstadter, Richard                                                               | Ceticismo científico                      | Anti-Intellectualism in American Life | ISBN 0394703170                       | Vintage Books                                                            | inglês              | 1966      |
| Hitchens, Christopher                                                             | Ceticismo religioso                       | Deus não é grande: como a religião envenena tudo | ISBN 9788500022319                    | Ediouro                                                                  | português           | 2007      |
| Gorham, Candace R.M.                                                              | Ceticismo religioso                       | The Ebony Exodus Project: Why Some Black Women Are Walking out on Religion - and Others Should Too                                                                                  | ISBN 9781939578020                    | Pitchstone Publishing                                                    | inglês              | 2013      |
| Darwin, Charles & Julian Huxley                                                   | Ceticismo científico                      | The Origin of Species | ISBN 0451529065                       | Signet Classics                                                          | inglês              | 2003      |
| Wiseman, Richard                                                                  | Ceticismo científico                      | Quirkology: How We Discover the Big Truths in Small Things | ISBN 0465010237                       | Basic Books                                                              | inglês              | 2008      |
| Feynman, Richard                                                                  | Ceticismo científico                      | The Meaning of It All: Thoughts of a Citizen-Scientist | ISBN 0465023940                       | Basic Books                                                              | inglês              | 2005      |
| Feynman, Richard & Jeffrey Robbins (ed)                                           | Ceticismo científico                      | The Pleasure of Finding Things Out: The Best Short Works of Richard P. Feynman | ISBN 0465023959                       | Basic Books                                                              | inglês              | 2005      |
| Huber, Peter W.                                                                   | Ceticismo científico                      | Galileo's Revenge: Junk Science in the Courtroom | ISBN 0465026249                       | Basic Books                                                              | inglês              | 1993      |
| Hofstadter, Douglas R.                                                            | Ceticismo científico                      | Godel, Escher, Bach: An Eternal Golden Braid | ISBN 0465026567                       | Basic Books                                                              | inglês              | 1999      |
| Valenstein, Elliot S.                                                             | Ceticismo científico                      | Great and Desperate Cures: The Rise and Decline of Psychosurgery and Other Radical Treatments for Mental Illness                                                                    | ISBN 0465027105                       | Basic Books                                                              | inglês              | 1986      |
| Paulos, John Allen                                                                | Ceticismo científico                      | A Mathematician Reads the Newspaper | ISBN 0465089992                       | Basic Books                                                              | inglês              | 2013      |
| Piattelli-Palmarini, Massimo                                                      | Ceticismo científico                      | Inevitable Illusions: How Mistakes of Reason Rule Our Minds | ISBN 047115962X                       | John Wiley & Sons                                                        | inglês              | 1996      |
| Carroll, Robert Todd                                                              | Ceticismo científico                      | The Skeptic's Dictionary: A Collection of Strange Beliefs, Amusing Deceptions, & Dangerous Delusions                                                                                | ISBN 0471272426                       | Wiley                                                                    | inglês              | 2003      |
| Plait, Philip C.                                                                  | Ceticismo científico                      | Bad Astronomy: Misconceptions and Misuses Revealed, from Astrology to the Moon Landing "Hoax"                                                                                       | ISBN 0471409766                       | John Wiley & Sons                                                        | inglês              | 2002      |
| Gardner, Martin                                                                   | Ceticismo científico                      | Manias e Crendices em Nome da Ciência: as Curiosas Teorias da Falsa Ciência; Apaixonante Estudo da Credulidade Humana                                                               | -                                     | IBRASA-Instituição Brasileira de Difusão Cultural                        | português           | 1960      |
| Asimov, Isaac                                                                     | Ceticismo religioso                       | Asimov's Guide to the Bible: A Historical Look at the Old and New Testaments | ISBN 9780517345825                    | Wings                                                                    | inglês              | 1988      |
| Hazlitt, Henry                                                                    | Ceticismo científico                      | Economia numa única lição | ISBN 9788562816734                    | Instituto Ludwig von Mises                                               | português           | 2010      |
| Schultz, Ted                                                                      | Ceticismo científico                      | The Fringes of Reason: A Whole Earth Catalog | ISBN 051757165X                       | Harmony Books                                                            | inglês              | 1989      |
| John Horgan                                                                       | Ceticismo científico                      | The End of Science: Facing the Limits of Knowledge in the Twilight of the Scientific Age                                                                                            | ISBN 0553061747                       | Broadway Books                                                           | inglês              | 1997      |
| Hawking, Stephen                                                                  | Ceticismo científico                      | Uma Breve História do Tempo | ISBN 8532502520                       | Rocco                                                                    | português           | 1988      |
| Boening, Dean W.                                                                  | Ceticismo científico                      | The Extinct Cognitive Christian | ISBN 0595098878                       | Writers Club Press                                                       | inglês              | 2000      |
| Dawkins, Richard                                                                  | Ceticismo religioso                       | Deus, um delírio | ISBN 9788535910704                    | Companhia das Letras                                                     | português           | 2007      |
| Gellner, Ernest                                                                   | Ceticismo científico                      | Reason and Culture: New Perspectives on the Past | ISBN 0631137114                       | Wiley-Blackwell                                                          | inglês              | 1992      |
| Campbell, Jeremy                                                                  | Ceticismo científico                      | Grammatical Man: Information, Entropy, Language and Life | ISBN 0671440616                       | Simon & Schuster                                                         | inglês              | 1982      |
| Hogan, James P.                                                                   | Ceticismo científico                      | Minds, Machines & Evolution | ISBN 067157843X                       | Baen Books                                                               | inglês              | 1999      |
| Wylie, Philip                                                                     | Ceticismo científico                      | The Magic Animal: Mankind Revisited | ISBN 0671770667                       | Pocket Books                                                             | inglês              | 1969      |
| Tavris, Carol                                                                     | Ceticismo científico                      | The Mismeasure of Woman: Why Women Are Not the Better Sex, the Inferior Sex, or the Opposite Sex                                                                                    | ISBN 0671797492                       | Touchstone Books                                                         | inglês              | 1993      |
| Kuhn, Thomas S.                                                                   | Ceticismo científico                      | The Copernican Revolution: Planetary Astronomy in the Development of Western Thought                                                                                                | ISBN 0674171039                       | Harvard University Press                                                 | inglês              | 1992      |
| Kevles, Daniel J.                                                                 | Ceticismo científico                      | In the Name of Eugenics: Genetics and the Uses of Human Heredity | ISBN 0674445570                       | Harvard University Press                                                 | inglês              | 1998      |
| Posner, Gerald                                                                    | Teoria da conspiração                     | Case Closed: Lee Harvey Oswald and the Assassination of JFK | ISBN 9781400034628                    | Anchor Books                                                             | inglês              | 2003      |
| Weiner, Jonathan                                                                  | Ceticismo científico                      | The Beak of the Finch: A Story of Evolution in our Time | ISBN 067973337X                       | Vintage Books                                                            | inglês              | 1995      |
| Jillette, Penn & Teller                                                           | Ceticismo científico                      | How to Play With Your Food | ISBN 0679743111                       | Villard Books                                                            | inglês              | 1992      |
| Weinberg, Steven                                                                  | Ceticismo científico                      | Dreams of a Final Theory: The Scientist's Search for the Ultimate Laws of Nature | ISBN 0679744088                       | Vintage Books                                                            | inglês              | 1994      |
| Hansel, C.E.M.                                                                    | Ceticismo científico                      | ESP: A Scientific Evaluation | ISBN 0684717921                       | Simon & Schuster Trade                                                   | inglês              | 1966      |
| Crick, Francis                                                                    | Ceticismo científico                      | The Astonishing Hypothesis: The Scientific Search for the Soul | ISBN 0684801582                       | Touchstone Books                                                         | inglês              | 1995      |
| Dawes, Robyn                                                                      | Ceticismo científico                      | House of Cards: Psychology and Psychotherapy Built on Myth | ISBN 0684830914                       | Free Press                                                               | inglês              | 1996      |
| Gardner, Martin                                                                   | Ceticismo científico                      | Aha! Insight | ISBN 071671017X                       | W. H. Freeman & Co.                                                      | inglês              | 1978      |
| Gardner, Martin                                                                   | Ceticismo científico                      | Aha! Gotcha: Paradoxes to Puzzle and Delight | ISBN 0716713616                       | W. H. Freeman & Co.                                                      | inglês              | 1982      |
| Dawkins, Richard                                                                  | Ceticismo científico                      | A grande história da evolução: na trilha de nossos ancestrais | ISBN 9788535914412                    | Companhia das Letras                                                     | português           | 2009      |
| Kutchins, Herb & Stuart A. Kirk                                                   | Ceticismo científico                      | Making Us Crazy: DSM: The Psychiatric Bible and the Creation of Mental Disorders | ISBN 0743261208                       | Free Press                                                               | inglês              | 2003      |
| Sagan, Carl & ThorntonPage                                                        | Ceticismo científico                      | UFO’s: A Scientific Debate | ISBN 0760701962                       | Barnes & Noble Books                                                     | inglês              | 1996      |
| Peele, Stanton                                                                    | Ceticismo científico                      | Diseasing of America: How We Allowed Recovery Zealots and the Treatment Industry to Convince Us We Are Out of Control                                                               | ISBN 0787946435                       | Jossey-Bass                                                              | inglês              | 1999      |
| Berra, Tim M.                                                                     | Criacionismo                              | Evolution and the Myth of Creationism: A Basic Guide to the Facts in the Evolution Debate                                                                                           | ISBN 0804717702                       | Stanford University Press                                                | inglês              | 1990      |
| Appel, Willa                                                                      | Ceticismo científico                      | Cults in America: Programmed for Paradise | ISBN 0805005242                       | Henry Holt & Co.                                                         | inglês              | 1985      |
| Eldredge, Niles                                                                   | Criacionismo                              | The Triumph of Evolution: And the Failure of Creationism | ISBN 0805071474                       | Owl Books                                                                | inglês              | 2000      |
| Shermer, Michael                                                                  | Ceticismo religioso                       | How We Believe: Science, Skepticism, and the Search for God | ISBN 0805074791                       | Holt inglêss                                                             | inglês              | 2003      |
| Shermer, Michael                                                                  | Ceticismo científico                      | Why Darwin Matters: The Case Against Intelligent Design | ISBN 9781429900904                    | Macmillan                                                                | inglês              | 2007      |
| Washington, Peter                                                                 | Ceticismo científico                      | Madame Blavatsky's Baboon: A History of the Mystics, Mediums, and Misfits Who Brought Spiritualism America                                                                          | ISBN 0805210245                       | Schocken Books                                                           | inglês              | 1996      |
| Revel, Jean-François & Matthieu Ricard                                            | Ceticismo científico                      | The Monk and the Philosopher: A Father and Son Discuss the Meaning of Life | ISBN 0805211039                       | Schocken Books                                                           | inglês              | 1999      |
| Zusne, Leonard & Warren H. Jones                                                  | Ceticismo científico                      | Anomalistic Psychology: A Study of Magical Thinking | ISBN 0805805087                       | Psychology Press                                                         | inglês              | 1989      |
| Paulos John Allen                                                                 | Ceticismo científico                      | Innumeracy, Mathematical Illiteracy and its Consequences | ISBN 0809058405                       | Hill and Wang                                                            | inglês              | 2001      |
| Nickel, Joe & John F Fischer                                                      | Ceticismo científico                      | Crime Science: Methods of Forensic Detection | ISBN 0813120918                       | University Press of Kentucky                                             | inglês              | 1998      |
| Radford, Benjamin & Joe Nickell                                                   | Ceticismo científico                      | Lake Monster Mysteries: Investigating the World's Most Elusive Creatures | ISBN 0813123941                       | University Press of Kentucky                                             | inglês              | 2006      |
| McGowan, Dale & Molleen Matsumura, Amanda Metskas, Jan Devor                      | Ceticismo científico                      | Raising Freethinkers: A Practical Guide for Parenting Beyond Belief | ISBN 0814410960                       | AMACOM                                                                   | inglês              | 2009      |
| McGowan, Dale (ed.)                                                               | Ceticismo religioso                       | Parenting Beyond Belief: On Raising Ethical, Caring Kids Without Religion | ISBN 0814474268                       | AMACOM                                                                   | inglês              | 2007      |
| Milner, Richard                                                                   | Ceticismo científico                      | The Encyclopedia of Evolution: Humanity's Search for Its Origins | ISBN 0816014728                       | Facts on File                                                            | inglês              | 1990      |
| Radford, Benjamin                                                                 | Ceticismo científico                      | Tracking the Chupacabra: The Vampire Beast in Fact, Fiction, and Folklore | ISBN 0826350151                       | University of New Mexico Press                                           | inglês              | 2011      |
| Goldacre, Ben                                                                     | Ceticismo científico                      | Bad Pharma: How Drug Companies Mislead Doctors and Harm Patients | ISBN 0865478007                       | Faber & Faber                                                            | inglês              | 2012      |
| Goldacre, Ben                                                                     | Ceticismo científico                      | Bad Science: Quacks, Hacks, and Big Pharma Flacks | ISBN 0865479186                       | Faber & Faber                                                            | inglês              | 2008      |
| Futuyma, Douglas J.                                                               | Ceticismo científico                      | Science on Trial | ISBN 0878931848                       | Sinauer Associates                                                       | inglês              | 1995      |
| Smith, George H.                                                                  | Ceticismo religioso                       | Atheism: The Case Against God | ISBN 087975124X                       | Prometheus Books                                                         | inglês              | 1979      |
| Randi, James                                                                      | Ceticismo científico                      | Flim-Flam! Psychics, ESP, Unicorns, and Other Delusions | ISBN 0879751983                       | Prometheus Books                                                         | inglês              | 1982      |
| Randi, James                                                                      | Ceticismo científico                      | The Truth About Uri Geller | ISBN 0879751991                       | Prometheus Books                                                         | inglês              | 1982      |
| Flew, Antony (ed.)                                                                | Ceticismo científico                      | Readings in the Philosophical Problems of Parapsychology | ISBN 0879753854                       | Prometheus Books                                                         | inglês              | 1987      |
| Rothman, Milton                                                                   | Ceticismo científico                      | A Physicist's Guide to Skepticism: Applying laws of physics to faster-than-light travel, psychic phenomena, telepathy, time travel, UFO's, and other pseudoscientific claims        | ISBN 0879754400                       | Prometheus Books                                                         | inglês              | 1988      |
| Basil, Robert (ed.)                                                               | Ceticismo científico                      | Not Necessarily the New Age: Critical Essays | ISBN 0879754907                       | Prometheus Books                                                         | inglês              | 1988      |
| Cohen, Edmund D.                                                                  | Ceticismo científico                      | The Mind of the Bible-Believer | ISBN 0879754958                       | Prometheus Books                                                         | inglês              | 1988      |
| Hyman, Ray                                                                        | Ceticismo científico                      | The Elusive Quarry: A Scientific Appraisal of Psychical Research | ISBN 0879755040                       | Prometheus Books                                                         | inglês              | 1989      |
| Randi, James                                                                      | Ceticismo científico                      | The Faith Healers | ISBN 0879755350                       | Prometheus Books                                                         | inglês              | 1989      |
| Helms, Randel                                                                     | Ceticismo religioso                       | Gospel Fictions | ISBN 0879755725                       | Prometheus Books                                                         | inglês              | 1988      |
| Gardner, Martin                                                                   | Ceticismo científico                      | Science: Good, Bad and Bogus | ISBN 0879755733                       | Prometheus Books                                                         | inglês              | 1989      |
| Ruchlis, Hy & Sandra Oddo                                                         | Ceticismo científico                      | Clear Thinking: A Practical Guide | ISBN 0879755946                       | Prometheus Books                                                         | inglês              | 1990      |
| Allen, Steve                                                                      | Ceticismo religioso                       | Steve Allen on the Bible, Religion and Morality | ISBN 0879756381                       | Prometheus Books                                                         | inglês              | 1990      |
| Gardner, Martin                                                                   | Ceticismo científico                      | The New Age: Notes of a Fringe-Watcher | ISBN 0879756446                       | Prometheus Books                                                         | inglês              | 1991      |
| Nickell, Joe with John F. Fischer                                                 | Ceticismo científico                      | Secrets of the Supernatural: Investigating the World's Occult Mysteries | ISBN 0879756853                       | Prometheus Books                                                         | inglês              | 1991      |
| Baker, Robert A. & Nickell, Joe                                                   | Ceticismo científico                      | Missing Pieces: How to Investigate Ghosts, UFOs, Psychics, & Other Mysteries | ISBN 0879757299                       | Prometheus Books                                                         | inglês              | 1992      |
| Allen, Steve                                                                      | Ceticismo religioso                       | More Steve Allen on the Bible, Religion & Morality | ISBN 0879757361                       | Prometheus Books                                                         | inglês              | 1992      |
| Nickell, Joe with John F. Fischer                                                 | Ceticismo científico                      | Mysterious Realms: Probing Paranormal, Historical, and Forensic Enigmas | ISBN 0879757655                       | Prometheus Books                                                         | inglês              | 1992      |
| Randi, James                                                                      | Ceticismo científico                      | The Mask of Nostradamus: The Prophecies of the World's Most Famous Seer | ISBN 0879758309                       | Prometheus Books                                                         | inglês              | 1993      |
| McCabe, Joseph                                                                    | Ceticismo religioso                       | The Myth of the Resurrection and Other Essays | ISBN 0879758333                       | Prometheus Books                                                         | inglês              | 1993      |
| Barrett, Stephen & William T. Jarvis                                              | Medicina alternativa                      | The Health Robbers: A Close Look at Quackery in America | ISBN 0879758554                       | Prometheus Books                                                         | inglês              | 1993      |
| Daleiden, Joseph L.                                                               | Ceticismo científico                      | The Final Superstition: A Critical Evaluation of the Judeo-Christian Legacy | ISBN 0879758961                       | Prometheus Books                                                         | inglês              | 1994      |
| McKinsey, C. Dennis                                                               | Ceticismo científico                      | The Encyclopedia of Biblical Errancy | ISBN 0879759267                       | Prometheus Books                                                         | inglês              | 1995      |
| Schumaker, John F.                                                                | Ceticismo religioso                       | The Corruption of Reality: A Unified Theory of Religion, Hypnosis, and Psychopathology                                                                                              | ISBN 0879759356                       | Prometheus Books                                                         | inglês              | 1995      |
| Buckman, Robert & Karl Sabbagh                                                    | Medicina alternativa                      | Magic Or Medicine?: An Investigation of Healing & Healers | ISBN 0879759488                       | Prometheus Books                                                         | inglês              | 1995      |
| Radford, Benjamin & Lisa Jong-Soon Goodlin (ed.)                                  | Ceticismo científico                      | Scientific Paranormal Investigation: How to Solve Unexplained Mysteries | ISBN 093645511X                       | Rhombus Publishing Company                                               | inglês              | 2010      |
| Steiner, Robert                                                                   | Ceticismo científico                      | Don't Get Taken! Bunco and Bunkum Exposed: How to Protect Yourself | ISBN 0962347302                       | Wide-Awake Books                                                         | inglês              | 1989      |
| Callahan, Tim                                                                     | Ceticismo religioso                       | Bible Prophecy: Failure Or Fulfillment? | ISBN 0965504719                       | Millennium Press                                                         | inglês              | 1997      |
| Shermer, Michael                                                                  | Ceticismo científico                      | Por Que as Pessoas Acreditam em Coisas Estranhas: Pseudociência, Superstição e Outras Confusões dos Nossos Tempos                                                                   | ISBN 9788585985301                    | JSN Editora                                                              | português           | 1997      |
| Kurtz, Paul (ed.)                                                                 | Ceticismo científico                      | Skeptical Odysseys: Personal Accounts by The World's Leading Paranormal Inquirers                                                                                                   | ISBN 1573928844                       | Prometheus Books                                                         | inglês              | 2001      |
| Carroll, Robert Todd                                                              | Ceticismo científico                      | Unnatural Acts: Critical Thinking, Skepticism, and Science Exposed! | ISBN 1105902196                       | James Randi Educational Foundation                                       | inglês              | 2011      |
| Smith, Homer W.                                                                   | Ceticismo religioso                       | Man and His Gods | ISBN 1112853235                       | Little, Brown and Company                                                | inglês              | 1953      |
| Cavender, Nancy & Howard Kahane                                                   | Ceticismo científico                      | Logic and Contemporary Rhetoric: The Use of Reason in Everyday Life | ISBN 1133942288                       | Wadsworth Cengage Learning                                               | inglês              | 2014      |
| Salerno, Steve                                                                    | Ceticismo científico                      | Sham: How the Self-Help Movement Made America Helpless | ISBN 1400054109                       | Three Rivers Press                                                       | inglês              | 2005      |
| Mehta, Hemant                                                                     | Ceticismo religioso                       | I Sold My Soul on eBay: Viewing Faith Through an Atheist's Eyes | ISBN 1400073472                       | Waterbrook Press                                                         | inglês              | 2007      |
| Dolnick, Edward                                                                   | Ceticismo científico                      | Madness on the Couch: Blaming the Victim in the Heyday of Psychoanalysis | ISBN 1416577947                       | Simon & Schuster                                                         | inglês              | 2007      |
| Hitchens, Christopher                                                             | Ceticismo religioso                       | The Missionary Position: Mother Teresa in Theory and Practice | ISBN 1455523003                       | Twelve (Hachette Book Group USA)                                         | inglês              | 2012      |
| Kelly, Lynne                                                                      | Ceticismo científico                      | The Skeptic’s Guide to the Paranormal | ISBN 1560257113                       | Thunder's Mouth Press                                                    | inglês              | 2005      |
| Wolfson, Richard                                                                  | Ceticismo científico                      | Einstein’s Relativity and the Quantum Revolution: Modern Physics for Non-Scientists (2nd ed.)                                                                                       | ISBN 156585280X                       | Teaching Company                                                         | inglês              | 2000      |
| Allen, Brooke                                                                     | Ceticismo científico                      | Moral Minority: Our Skeptical Founding Fathers | ISBN 9781566636759                    | Pergamon Press                                                           | inglês              | 1981      |
| Gamlin, Linda                                                                     | Jovens céticos                            | Origins Of Life | ISBN 1573355496                       | Shooting Star Press                                                      | inglês              | 1996      |
| Blackmore, Susan                                                                  | Ceticismo científico                      | In Search of the Light: The Adventures of a Parapsychologist | ISBN 1573920614                       | Prometheus Books                                                         | inglês              | 1996      |
| Wiseman, Richard                                                                  | Ceticismo científico                      | Deception & Self-Deception: Investigating Psychics | ISBN 1573921211                       | Prometheus Books                                                         | inglês              | 1997      |
| Angeles, Peter A.                                                                 | Ceticismo religioso                       | Critiques of God: Making the case against belief in God | ISBN 1573921238                       | Prometheus Books                                                         | inglês              | 1997      |
| Keene, M. Lamar                                                                   | Ceticismo científico                      | The Psychic Mafia | ISBN 1573921610                       | Prometheus Books UK                                                      | inglês              | 1998      |
| Klass, Philip J                                                                   | Ceticismo científico                      | The Real Roswell Crashed-Saucer Coverup | ISBN 1573921645                       | Prometheus Books                                                         | inglês              | 1997      |
| Frasier, Kendrick (ed.)                                                           | Ceticismo científico                      | Encounters With the Paranormal: Science, Knowledge, and Belief | ISBN 157392203X                       | Prometheus Books                                                         | inglês              | 1998      |
| Clayton, John C.                                                                  | Jovens céticos                            | Alexander Fox & the Amazing Mind Reader | ISBN 1573922218                       | Prometheus Books                                                         | inglês              | 1998      |
| Allen, Steve                                                                      | Ceticismo científico                      | Dumbth: The Lost Art of Thinking | ISBN 9781573922371                    | Prometheus Books                                                         | inglês              | 1998      |
| Smith, George H.                                                                  | Ceticismo religioso                       | Why Atheism? | ISBN 1573922684                       | Prometheus Books                                                         | inglês              | 2000      |
| Nickell, Joe                                                                      | Ceticismo religioso                       | Inquest on the Shroud of Turin: Latest Scientific Findings | ISBN 1573922722                       | Prometheus Books                                                         | inglês              | 1998      |
| Nickell, Joe                                                                      | Ceticismo religioso                       | Looking for a Miracle: Weeping Icons, Relics, Stigmata, Visions & Healing Cures | ISBN 1573926809                       | Prometheus Books                                                         | inglês              | 1999      |
| Mackay, Charles                                                                   | Ceticismo científico                      | Extraordinary Popular Delusions and the Madness of Crowds | ISBN 1573928917                       | Prometheus Books                                                         | inglês              | 2001      |
| Polidoro, Massimo                                                                 | Ceticismo científico                      | Final Seance: The Strange Friendship Between Houdini and Conan Doyle | ISBN 1573928968                       | Prometheus Books                                                         | inglês              | 2001      |
| Hines, Terence                                                                    | Ceticismo científico                      | Pseudoscience and the Paranormal: A Critical Examination of the Evidence | ISBN 1573929794                       | Prometheus Books                                                         | inglês              | 2003      |
| Kusche, Larry                                                                     | Ceticismo científico                      | The Bermuda Triangle Mystery Solved | ISBN 1578661560                       | Galahad Books                                                            | inglês              | 2006      |
| Salm, René & Frank Zindler (ed.)                                                  | Ceticismo religioso                       | The Myth of Nazareth: The Invented Town of Jesus | ISBN 1578840031                       | American Atheist Press                                                   | inglês              | 2008      |
| Murray O'Hair, Madalyn                                                            | Ceticismo religioso                       | What on Earth Is an Atheist! | ISBN 1578849187                       | American Atheist Press                                                   | inglês              | 1969      |
| Houdini, Harry                                                                    | Ceticismo científico                      | A Magician Among the Spirits | ISBN 1589638956                       | Fredonia Books                                                           | inglês              | 2002      |
| Gardner, Martin                                                                   | Ceticismo científico                      | On the Wild Side | ISBN 1591021154                       | Prometheus Books                                                         | inglês              | 1992      |
| Kida, Thomas E.                                                                   | Ceticismo científico                      | Don't Believe Everything You Think: The 6 Basic Mistakes We Make in Thinking | ISBN 1591024080                       | Prometheus Books                                                         | inglês              | 2006      |
| Capaldi, Nicholas & Miles Smit (ed.)                                              | Ceticismo científico                      | The Art of Deception: An Introduction to Critical Thinking | ISBN 159102532X                       | Prometheus Books                                                         | inglês              | 2007      |
| Wheless, Joseph                                                                   | Ceticismo religioso                       | Forgery in Christianity: A Documented Record of the Foundations of the Christian Religion                                                                                           | ISBN 1599869101                       | FQ Classics                                                              | inglês              | 2007      |
| Paine, Thomas                                                                     | Ceticismo científico                      | The Age of Reason (Disponível no Google Books) | ISBN 1603863419                       | Truth Seeker Company                                                     | inglês              | 1898      |
| Bakker, Gary                                                                      | Ceticismo religioso                       | GOD: A Psychological Assessment | ISBN 9781612331850                    | Universal-Publishers                                                     | inglês              | 2013      |
| Bronowski, Jacob                                                                  | Ceticismo científico                      | The Ascent of Man | ISBN 1849901155                       | BBC Books                                                                | inglês              | 2011      |
| Green, Ruth Hurmence                                                              | Ceticismo religioso                       | Born Again Skeptic's Guide to the Bible | ISBN 1877733016                       | Freedom From Religion Foundation                                         | inglês              | 1979      |
| Schonfield, Hugh J.                                                               | Ceticismo científico                      | The Passover Plot | ISBN 1932857095                       | Disinfo                                                                  | inglês              | 2004      |
| Nickell, Joe                                                                      | Ceticismo científico                      | CSI Paranormal: Investigating Strange Mysteries | ISBN 1937998002                       | Inquiry Press                                                            | inglês              | 2012      |
| Stollznow, Karen                                                                  | Ceticismo religioso                       | God Bless America: Strange and Unusual Religious Beliefs and Practices in the United States                                                                                         | ISBN 1939578000                       | Pitchstone Publishing                                                    | inglês              | 2013      |
| Hood, Bruce M.                                                                    | Ceticismo científico                      | SuperSense: Why We Believe in the Unbelievable | ISBN 0061452645                       | HarperOne                                                                | inglês              | 2009      |
| Kovoor, Abraham, Dr.                                                              | Ceticismo religioso                       | Begone Godmen!: Encounters With Spiritual Frauds | ISBN 8172243316                       | Jaico Publishing House                                                   | inglês              | 1998      |
| Tavris, Carol                                                                     | Ceticismo científico                      | Mistakes Were Made (But Not by Me): Why We Justify Foolish Beliefs, Bad Decisions, and Hurtful Acts                                                                                 | ISBN 9780156033909                    | Harvest Books                                                            | inglês              | 2007      |
| Offit, Paul A., MD                                                                | Ceticismo científico                      | Autism's False Prophets: Bad Science, Risky Medicine, and the Search For a Cure | ISBN 9780231146364                    | Columbia University Press                                                | inglês              | 2008      |
| Kaplan, Louis                                                                     | Ceticismo científico                      | The Strange Case of William Mumler Spirit Photographer | ISBN 9780816651573                    | University of Minnesota Press                                            | inglês              | 2008      |
| Wiseman, Richard                                                                  | Ceticismo científico                      | Paranormality: Why We See What Isn't There | ISBN 9780956875655                    | Spin Solutions Ltd                                                       | inglês              | 2010      |
| Wynn, Charles & Arthur Wiggins & Sidney Harris (Cartoons)                         | Ceticismo científico                      | Quantum Leaps in the Wrong Direction: Where Real Science Ends... and Pseudoscience Begins                                                                                           | ISBN 9780309073097                    | Joseph Henry Press                                                       | inglês              | 2001      |
| Kalichman, Seth                                                                   | Ceticismo científico                      | Denying AIDS | ISBN 9780387794754                    | Copernicus                                                               | inglês              | 2009      |
| Lipstadt, Deborah E.                                                              | Teoria da conspiração                     | Denying the Holocaust: The Growing Assault on Truth and Memory | ISBN 9780452272743                    | Plume                                                                    | inglês              | 1994      |
| Scott, Eugenie C. & Niles Eldredge                                                | Criacionismo                              | Evolution Vs. Creationism: An Introduction | ISBN 9780520261877                    | University of California Press                                           | inglês              | 2009      |
| McGowan, Christopher                                                              | Criacionismo                              | In the Beginning: A Scientist Shows Why the Creationists Are Wrong | ISBN 9780879752408                    | Prometheus Books                                                         | inglês              | 1984      |
| Raso, Jack                                                                        | Medicina alternativa                      | Alternative Healthcare: A Comprehensive Guide (Consumer Health Library) | ISBN 9780879758912                    | Prometheus Books                                                         | inglês              | 1994      |
| Sturgess, Kylie                                                                   | Ceticismo científico                      | The Scope of Skepticism: Interviews, Essays and Observations from the Token Skeptic Podcast                                                                                         | ISBN 9781291289428                    | Podblack Books                                                           | inglês              | 2013      |
| Nickell, Joe                                                                      | Ceticismo científico                      | Tracking the Man-Beasts: Sasquatch, Vampires, Zombies, and More | ISBN 9781616144159                    | Prometheus Books                                                         | inglês              | 2011      |
| Edward, Mark                                                                      | Ceticismo científico                      | Psychic Blues: Confessions of a Conflicted Medium | ISBN 9781936239276                    | Feral House                                                              | inglês              | 2012      |
| McGowan, Dale                                                                     | Ceticismo religioso                       | Atheism For Dummies | ISBN 9781118509203                    | For Dummies                                                              | inglês              | 2013      |
| Mnookin, Seth                                                                     | Ceticismo científico                      | The Panic Virus: A True Story Behind the Vaccine-Autism Controversy | ISBN 9781439158654                    | Simon & Schuster                                                         | inglês              | 2012      |
| Sheaffer, Robert & Rob Pudim (Illustrator)                                        | Ceticismo científico                      | Psychic Vibrations: Skeptical Giggles from The Skeptical Inquirer | ISBN 9781463601577                    | CreateSpace Independent Publishing Platform                              | inglês              | 2011      |
| Magner, George                                                                    | Medicina alternativa                      | Chiropractic: The Victim's Perspective | ISBN 9781573920414                    | Prometheus Books                                                         | inglês              | 1995      |
| Chapman, Matthew                                                                  | Ceticismo científico                      | 40 Days and 40 Nights: Darwin, Intelligent Design, God, Oxycontin and Other Oddities on Trial in Pennsylvania                                                                       | ISBN 9780061179464                    | Harper                                                                   | inglês              | 2007      |
| Asma, Stephen T.                                                                  | Ceticismo científico                      | On Monsters: An Unnatural History of Our Worst Fears | ISBN 9780199798094                    | Oxford University Press                                                  | inglês              | 2011      |
| Hawking, Stephen & Luci Hawking                                                   | Jovens céticos                            | George's Secret Key to the Universe | ISBN 9781416954620                    | Simon & Schuster Books for Young Readers                                 | inglês              | 2007      |
| Loxton, Daniel & Donald Prothero                                                  | Ceticismo científico                      | Abominable Science!: Origins of the Yeti, Nessie, and Other Famous Cryptids | ISBN 9780231153201                    | Columbia University Press                                                | inglês              | 2013      |
| Pennock, Robert T.                                                                | Criacionismo                              | Tower Of Babel: The Evidence Against the New Creationism | ISBN 9780262661652                    | Bradford Books                                                           | inglês              | 2000      |
| Law, Stephen                                                                      | Ceticismo científico                      | Believing Bullshit: How Not to Get Sucked Into an Intellectual Black Hole | ISBN 9781616144111                    | Prometheus Books                                                         | inglês              | 2011      |
| Northcote, Jeremy                                                                 | Ceticismo científico                      | The Paranormal and the Politics of Truth: A Sociological Account | ISBN 9781845400712                    | Imprint Academic                                                         | inglês              | 2007      |
| Lilienfeld, Scott O. & Steven Jay Lynn & John Ruscio & Barry L. Beyerstein        | Ceticismo científico                      | 50 Great Myths of Popular Psychology: Shattering Widespread Misconceptions About Human Behavior                                                                                     | ISBN 1405131128                       | Wiley-Blackwell                                                          | inglês              | 2010      |
| Feder, Kenneth L.                                                                 | Ceticismo científico                      | Frauds, Myths, and Mysteries: Science and Pseudoscience in Archaeology | ISBN 007811697X                       | McGraw-Hill                                                              | inglês              | 2002      |
| Dewdney, A. K.                                                                    | Ceticismo científico                      | 200% Of Nothing: An Eye-Opening Tour through the Twists and Turns of Math Abuse and Innumeracy                                                                                      | ISBN 0471145742                       | Wiley & Sons                                                             | inglês              | 1993      |
| Haught, James A.                                                                  | Ceticismo religioso                       | 2000 Years of Disbelief: Famous People With the Courage to Doubt | ISBN 1573920673                       | Prometheus Books                                                         | inglês              | 1996      |
| Harrison, Guy P.                                                                  | Ceticismo científico                      | 50 Popular Beliefs That People Think Are True | ISBN 1616144955                       | Prometheus Books                                                         | inglês              | 2011      |
| Barrett, Stephen                                                                  | Medicina alternativa                      | A Consumers Guide to Alternative Medicine: A Close Look at Homeopathy, Acupuncture, Faith-Healing, and Other Unconventional Treatments                                              | ISBN 0879757337                       | Prometheus Books                                                         | inglês              | 1992      |
| Herrick, Jim                                                                      | Ceticismo religioso                       | Against the Faith: Essays on Deists, Skeptics and Atheists | ISBN 9780879752880                    | Prometheus Books                                                         | inglês              | 1985      |
| Hedges, Chris                                                                     | Ceticismo religioso                       | American Fascists: The Christian Right and the War on America | ISBN 0743284461                       | Free Press                                                               | inglês              | 2008      |
| Wilks, Jason                                                                      | Ceticismo religioso                       | Arguments for Atheists: Secular Reasoning in the 21st Century | -                                     | e-book Kindle                                                            | inglês              | 2012      |
| Culver, Roger & Philip Ianna                                                      | Ceticismo científico                      | Astrology: True Or False?: A Scientific Evaluation | ISBN 0879754834                       | Prometheus Books                                                         | inglês              | 1998      |
| Stahl, Philip A.                                                                  | Ceticismo religioso                       | Atheism: A Beginner's Handbook: All You Wanted To Know About Atheism And Why | ISBN 0595427375                       | iUniverse, Inc.                                                          | inglês              | 2007      |
| Martin, Michael                                                                   | Ceticismo religioso                       | Atheism: A Philosophical Justification | ISBN 9780877229438                    | Temple University Press                                                  | inglês              | 1992      |
| Onfray, Michel                                                                    | Ceticismo religioso                       | Atheist Manifesto: The Case Against Christianity, Judaism, And Islam | ISBN 161145008X                       | Arcade Publishing                                                        | inglês              | 2011      |
| Shermer, Michael & Pat Linse                                                      | Ceticismo científico                      | The Baloney Detection Kit | -                                     | Skeptic Society                                                          | inglês              | 2001      |
| Carroll, Robert Todd                                                              | Ceticismo científico                      | Becoming A Critical Thinker: A Guide For The New Millennium (2 ed.) | ISBN 0536859345                       | Pearson Learning Solutions                                               | inglês              | 2012      |
| Klass, Philip J.                                                                  | Jovens céticos                            | Bringing UFOs Down to Earth (Ages 9–12) | ISBN 1573921483                       | Prometheus Books                                                         | inglês              | 1997      |
| Long, Preston H.                                                                  | Medicina alternativa                      | Chiropractic Abuse: An Insider's Lament | ISBN 0972709495                       | American Council on Science & Health                                     | inglês              | 2013      |
| Chotkowski, L. A.                                                                 | Medicina alternativa                      | Chiropractic: The Greatest Hoax of the Century? (2 ed.) | ISBN 0965785521                       | New England Novelty Books                                                | inglês              | 2002      |
| Musgrave, Alan                                                                    | Ceticismo científico                      | Common Sense, Science and Scepticism: A Historical Introduction to the Theory of Knowledge                                                                                          | ISBN 0521436257                       | Cambridge University Press                                               | inglês              | 1993      |
| Ramey, David                                                                      | Medicina alternativa                      | Consumer's Guide to Alternative Therapies in the Horse | ISBN 1582450625                       | Howell Book House                                                        | inglês              | 1999      |
| Margaret Singer & Janja Lalich                                                    | Medicina alternativa                      | Crazy Therapies: What Are They? Do They Work? | ISBN 0787902780                       | Jossey-Bass                                                              | inglês              | 1996      |
| Whyte, Jamie                                                                      | Ceticismo científico                      | Crimes Against Logic: Exposing the Bogus Arguments of Politicians, Priests, Journalists, and Other Serial Offenders                                                                 | ISBN 9780071446433                    | McGraw-Hill                                                              | inglês              | 2004      |
| Offit, Paul A., MD                                                                | Medicina alternativa                      | Do You Believe In Magic?: The Sense and Nonsense of Alternative Medicine | ISBN 0062222961                       | Harper                                                                   | inglês              | 2013      |
| Hecht, Jennifer                                                                   | Ceticismo científico                      | Doubt: A History | ISBN 0060097957                       | HarperOne                                                                | inglês              | 2004      |
| Wells, Steve                                                                      | Ceticismo religioso                       | Drunk With Blood: God's Killings in the Bible (2 ed.) | ISBN 0988245116                       | SAB Books                                                                | inglês              | 2013      |
| Kirchner, Paul                                                                    | Ceticismo científico                      | Everything You Know Is Wrong | ISBN 9781881649700                    | General Publishing Group                                                 | inglês              | 1995      |
| Templeton, Charles                                                                | Ceticismo religioso                       | Farewell to God: My Reasons For Rejecting the Christian Faith | ISBN 0771085087                       | McClelland & Stewart                                                     | inglês              | 1999      |
| Werleman, CJ                                                                      | Ceticismo religioso                       | God Hates You, Hate Him Back: Making Sense of The Bible | ISBN 095642760X                       | Dangerous Little Books                                                   | inglês              | 2009      |
| Jillette, Penn                                                                    | Ceticismo religioso                       | God, No!: Signs You May Already Be an Atheist and Other Magical Tales | ISBN 1451610378                       | Simon & Schuster                                                         | inglês              | 2012      |
| Barker, Dan                                                                       | Ceticismo religioso                       | Godless: How an Evangelical Preacher Became One of America's Leading Atheists | ISBN 1569756775                       | Ulysses Press                                                            | inglês              | 2008      |
| Epstein, Greg M.                                                                  | Ceticismo religioso                       | Good Without God: What a Billion Nonreligious People Do Believe | ISBN 006167012X                       | William Morrow Paperbacks                                                | inglês              | 2010      |
| Wiseman, Richard & Robert L. Morris                                               | Ceticismo científico                      | Guidelines For Testing Psychic Claimants | ISBN 1573920282                       | Prometheus Books                                                         | inglês              | 1995      |
| Hitchens, Christopher & Tony Blair                                                | Ceticismo religioso                       | Hitchens Vs. Blair: Be It Resolved Religion Is a Force For Good in the World (The Munk Debates)                                                                                     | ISBN 1770890084                       | House of Anansi Press                                                    | inglês              | 2011      |
| DeWitt, Jerry                                                                     | Ceticismo religioso                       | Hope After Faith: An Ex-Pastor's Journey From Belief to Atheism | ISBN 0306822245                       | Da Capo Press                                                            | inglês              | 2013      |
| Ruchlis, Hy                                                                       | Jovens céticos                            | How Do You Know It's True? | ISBN 0879756578                       | Prometheus Books                                                         | inglês              | 1991      |
| O’Hare, Mick                                                                      | Jovens céticos                            | How to Fossilize Your Hamster: And Other Amazing Experiments for the Armchair Scientist (Ages 14–17)                                                                                | ISBN 0805087702                       | Holt Paperbacks                                                          | inglês              | 2008      |
| Rawcliffe, Donovan Hilton                                                         | Ceticismo científico                      | Illusions and Delusions of the Supernatural and the Occult: The Psychology of the Occult                                                                                            | ISBN 9780548080818                    | Dover Publications                                                       | inglês              | 1959      |
| Hitchens, Christopher & Douglas Wilson                                            | Ceticismo religioso                       | Is Christianity Good For the World? | ISBN 1591280699                       | Canon Press                                                              | inglês              | 2009      |
| Randi, James                                                                      | Ceticismo científico                      | James Randi: Psychic Investigator | ISBN 1852831448                       | Boxtree Ltd.                                                             | inglês              | 1991      |
| Barker, Dan                                                                       | Jovens céticos                            | Just Pretend: A Freethought Book For Children | ISBN 1877733059                       | Freedom From Religion Foundation                                         | inglês              | 2002      |
| Harris, Sam                                                                       | Ceticismo religioso                       | Letter to a Christian Nation: A Challenge to Faith | ISBN 0307265773                       | Vintage Books                                                            | inglês              | 2008      |
| Lawson, Thomas J.                                                                 | Ceticismo religioso                       | Letters from an Atheist Nation: Godless Voices of America in 1903 | ISBN 1466397357                       | CreateSpace Independent Publishing Platform                              | inglês              | 2011      |
| Kurtz, Paul                                                                       | Ceticismo religioso                       | Living Without Religion | ISBN 0879759291                       | Prometheus Books                                                         | inglês              | 1994      |
| Barker, Dan                                                                       | Ceticismo religioso                       | Losing Faith in Faith: From Preacher to Atheist | ISBN 187773313X                       | Freedom From Religion Foundation                                         | inglês              | 2006      |
| Dalrymple, Theodore                                                               | Ceticismo científico                      | Mass Listeria: The Meaning of Health Scares | ISBN 0233991379                       | Andre Deutsch Ltd.                                                       | inglês              | 1998      |
| Barker, Dan                                                                       | Jovens céticos                            | Maybe Right, Maybe Wrong: A Guide For Young Thinkers | ISBN 9780879757311                    | Prometheus Books                                                         | inglês              | 1992      |
| Barker, Dan                                                                       | Jovens céticos                            | Maybe Yes, Maybe No: A Guide For Jovens céticos | ISBN 9780879756079                    | Prometheus Books                                                         | inglês              | 1990      |
| Loxton, Daniel                                                                    | Jovens céticos                            | Evolution: How We and All Living Things Came to Be | ISBN 9781554534302                    | Kids Can Press                                                           | inglês              | 2010      |
| Ehrman, Bart D                                                                    | Ceticismo religioso                       | Misquoting Jesus: The Story Behind Who Changed the Bible and Why | ISBN 9780061977022                    | Harper Collins                                                           | inglês              | 2009      |
| Adams, Cecil                                                                      | Jovens céticos                            | More of the Straight Dope (Ages 14–16) | ISBN 9780345351456                    | Ballantine Books                                                         | inglês              | 1988      |
| Swanson, Diane                                                                    | Jovens céticos                            | Nibbling on Einstein's Brain: The Good, the Bad and the Bogus in Science | ISBN 9781554511877                    | Annick Press                                                             | inglês              | 2009      |
| Pigliucci, Massimo                                                                | Ceticismo científico                      | Nonsense on Stilts: How to Tell Science from Bunk | ISBN 9780226667867                    | The University of Chicago Press                                          | inglês              | 2010      |
| Tyson, Neil deGrasse                                                              | Ceticismo científico                      | Origins: Fourteen Billion Years of Cosmic Evolution | ISBN 9780393327588                    | W. W. Norton                                                             | inglês              | 2005      |
| Alcock, James E.                                                                  | Ceticismo científico                      | Parapsychology: Science Or Magic | ISBN 9780080257730                    | Pergamon Press                                                           | inglês              | 1981      |
| Ouellette, Jennifer                                                               | Jovens céticos                            | Black Bodies and Quantum Cats: Tales of Pure Genius and Mad Science | ISBN 9781851684991                    | One World Publications                                                   | inglês              | 2006      |
| Gould, Stephen Jay                                                                | Ceticismo científico                      | Questioning the Millennium: A Rationalist's Guide to a Precisely Arbitrary Countdown                                                                                                | ISBN 0609605410                       | Harmony Books                                                            | inglês              | 1997      |
| Gardner, Dan                                                                      | Ceticismo científico                      | Risk: The Science and Politics of Fear | ISBN 9780753515532                    | Virgin Books                                                             | inglês              | 2008      |
| Sampson, Wallace, MD (ed) & Lewis Vaughn (ed)                                     | Medicina alternativa                      | Science Meets Alternative Medicine: What the Evidence Says About Unconventional Treatments                                                                                          | ISBN 9781573928038                    | Prometheus Books                                                         | inglês              | 2000      |
| Goldsmith, Donald W. (ed)                                                         | Ceticismo científico                      | Scientists Confront Velikovsky: Evidence Against Velikovsky's Theory of Worlds in Collision                                                                                         | ISBN 9780393009286                    | W. W. Norton & Company                                                   | inglês              | 1979      |
| Callahan, Tim                                                                     | Ceticismo religioso                       | Secret Origins of the Bible | ISBN 9780965504799                    | Millenium Press                                                          | inglês              | 2002      |
| Kaminer, Wendy                                                                    | Ceticismo científico                      | Sleeping With Extra-Terrestrials: The Rise of Irrationalism and Perils of Piety | ISBN 9780679758860                    | Vintage Books                                                            | inglês              | 2000      |
| John Diamond                                                                      | Medicina alternativa                      | Snake Oil and Other Preoccupations | ISBN 9781409043959                    | Random House                                                             | inglês              | 2009      |
| Bausell, R. Barker                                                                | Medicina alternativa                      | Snake Oil Science: The Truth About Complementary and Alternative Medicine | ISBN 9780195383423                    | Oxford University Press                                                  | inglês              | 2009      |
| Paul Benedetti & Wayne MacPhail                                                   | Medicina alternativa                      | Spin Doctors: The Chiropractic Industry Under Examination | ISBN 9781770701250                    | Dundurn                                                                  | inglês              | 2003      |
| Tanner, Amy                                                                       | Ceticismo científico                      | Studies In Spiritism | -                                     | D. Appleton and Company                                                  | inglês              | 1910      |
| Shapiro, Rose                                                                     | Medicina alternativa                      | Suckers: How Alternative Medicine Makes Fools of Us All | ISBN 9781409059165                    | Random House                                                             | inglês              | 2010      |
| Baeli, Kelli Jae                                                                  | Ceticismo religioso                       | Supernatural Hypocrisy: The Cognitive Dissonance of a God Cosmology: Vol 6: Cosmology of Atheism                                                                                    | ISBN 9780615448374                    | LightSwitcher Books, LLC                                                 | inglês              | 2011      |
| Weisberg, Barbara                                                                 | Ceticismo científico                      | Talking to the Dead: Kate and Maggie Fox and the Rise of Spiritualism | ISBN 9780061755163                    | Harper Collins                                                           | inglês              | 2009      |
| Rosenberg, Alex                                                                   | Ceticismo religioso                       | The Atheist's Guide to Reality: Enjoying Life Without Illusions | ISBN 9780393083330                    | W. W. Norton                                                             | inglês              | 2011      |
| Maisel, Eric                                                                      | Ceticismo religioso                       | The Atheist's Way: Living Well Without Gods | ISBN 9781577318422                    | New World Library                                                        | inglês              | 2010      |
| Helms, Randel                                                                     | Ceticismo religioso                       | The Bible Against Itself | ISBN 9780965504751                    | Millennium Press                                                         | inglês              | 2006      |
| Leedom, Tim C. (ed)                                                               | Ceticismo religioso                       | The Book Your Church Doesn't Want You to Read | ISBN 9781617590894                    | Lushena Books                                                            | inglês              | 2014      |
| Shermer, Michael                                                                  | Ceticismo científico                      | The Borderlands of Science: Where Sense Meets Nonsense | ISBN 9780198032724                    | Oxford University Press                                                  | inglês              | 2001      |
| Isaak, Mark                                                                       | Criacionismo                              | The Counter-Creationism Handbook | ISBN 9780520249264                    | University of California Press                                           | inglês              | 2007      |
| Carroll, Robert Todd                                                              | Ceticismo científico                      | The Critical Thinker's Dictionary: Biases, Fallacies, and Illusions and What You Can Do About Them                                                                                  | ISBN 9781304622778                    | skepdic.com                                                              | inglês              | 2013      |
| Caulfield, Timothy                                                                | Ceticismo científico                      | The Cure For Everything: Untangling Twisted Messages About Health, Fitness and Hapiness                                                                                             | ISBN 9780807022061                    | Beacon Press                                                             | inglês              | 2012      |
| Harris, Sam                                                                       | Ceticismo religioso                       | The End of Faith | ISBN 0743268091                       | W. W. Norton & Company                                                   | inglês              | 2004      |
| Mehta, Hemant                                                                     | Ceticismo religioso                       | The Friendly Atheist: Thoughts on the Role of Religion in Politics and Media | -                                     | The Friendly Atheist                                                     | inglês              | 2013      |
| Rowland, Ian                                                                      | Ceticismo científico                      | The Full Facts Book of Cold Reading | ISBN 9780955847608                    | Ian Rowland, Limited                                                     | inglês              | 2008      |
| Holbrook, Stewart Hall                                                            | Ceticismo científico                      | The Golden Age of Quackery | -                                     | Collier Books                                                            | inglês              | 1962      |
| Grayling, A.C. (ed)                                                               | Ceticismo religioso                       | The Good Book: A Humanist Bible | ISBN 9780802778376                    | Walker & Co.                                                             | inglês              | 2013      |
| Katherine Stewart                                                                 | Ceticismo religioso                       | The Good News Club: The Christian Right's Stealth Assault on America's Children | ISBN 9781586488437                    | PublicAffairs                                                            | inglês              | 2012      |
| Henderson, Bobby                                                                  | Ceticismo religioso                       | The Gospel of the Flying Spaghetti Monster | ISBN 9780812976564                    | Villard                                                                  | inglês              | 2006      |
| Frasier, Kendrick (ed.)                                                           | Ceticismo científico                      | The Hundredth Monkey and Other Paradigms of the Paranormal | ISBN 9780879756550                    | Prometheus Books                                                         | inglês              | 1991      |
| Martin, Michael (ed) & Ricki Monnier (ed)                                         | Ceticismo religioso                       | The Impossibility of God | ISBN 9781591021209                    | Prometheus Books                                                         | inglês              | 2003      |
| Martin, Michael (ed) & Ricki Monnier (ed)                                         | Ceticismo religioso                       | The Improbability of God | ISBN 9781591023814                    | Prometheus Books                                                         | inglês              | 2006      |
| Chabris, Christopher & Simons, Daniel                                             | Ceticismo científico                      | The Invisible Gorilla: And Other Ways Our Intuitions Deceive Us | ISBN 9780307459671                    | Potter/TenSpeed/Harmony                                                  | inglês              | 2010      |
| Nickell, Joe                                                                      | Ceticismo científico                      | The Magic Detectives: Join Them in Solving Strange Mysteries | ISBN 9780879755478                    | Prometheus Books                                                         | inglês              | 1989      |
| Harris, Sam                                                                       | Ceticismo científico                      | A Paisagem Moral: Como a Ciência Pode Determinar os Valores Humanos | ISBN 9788535923292                    | Companhia das Letras                                                     | português           | 2013      |
| Long, Preston H.                                                                  | Medicina alternativa                      | The Naked Chiropractor: Insiders' Guide to Combating Quackery and Winning the War Against Pain                                                                                      | ISBN 9780972281607                    | Evidence Based Health Services Incorporated                              | inglês              | 2002      |
| Stenger, Victor J.                                                                | Ceticismo religioso                       | The New Atheism: Taking a Stand For Science and Reason | ISBN 9781615923441                    | Prometheus Books                                                         | inglês              | 2009      |
| Kurtz, Paul                                                                       | Ceticismo científico                      | The New Skepticism: Inquiry and Reliable Knowledge | ISBN 9780879757663                    | Prometheus Books                                                         | inglês              | 1992      |
| Nickell, Joe & Karr, Barry & Genoni, Tom                                          | Ceticismo científico                      | The Outer Edge: Classic Investigations of the Paranormal | ISBN 9781117887708                    | The Comitee for the Scientific Investigation of Claims of the Paranormal | inglês              | 1996      |
| Barham, Andrea                                                                    | Ceticismo científico                      | The Pedant's Revolt: Why Most Things You Think Are Right Are Wrong | ISBN 9781843175872                    | Michael O'Mara                                                           | inglês              | 2005      |
| Hitchens, Christopher                                                             | Ceticismo religioso                       | The Portable Atheist: Essential Readings For the Nonbeliever | ISBN 9780306816086                    | Da Capo Press                                                            | inglês              | 2007      |
| Reed, Graham                                                                      | Ceticismo científico                      | The Psychology of Anomalous Experience: A Cognitive Approach | ISBN 9780879754358                    | Prometheus Books                                                         | inglês              | 1988      |
| Marks, David F.                                                                   | Ceticismo científico                      | The Psychology of the Psychic | ISBN 9781573927987                    | Prometheus Books                                                         | inglês              | 2000      |
| Huberman, Jack                                                                    | Ceticismo religioso                       | The Quotable Atheist: Ammunition For Nonbelievers, Political Junkies, Gadflies, and Those Generally Hell-Bound                                                                      | ISBN 9781560259695                    | Nation Books                                                             | inglês              | 2006      |
| Hansel, C.E.M.                                                                    | Ceticismo científico                      | The Search For Psychic Power: ESP & Parapsychology Revisited | ISBN 9780879755331                    | Prometheus Books                                                         | inglês              | 1989      |
| Shermer, Michael (ed)                                                             | Ceticismo científico                      | The Skeptic Encyclopedia of Pseudoscience | ISBN 9781576076538                    | ABC-CLIO                                                                 | inglês              | 2002      |
| Wells, Steve                                                                      | Ceticismo religioso                       | The Skeptic's Annotated Bible: The King James Version from a Skeptic's Point of View                                                                                                | ISBN 9780988245105                    | Sab Books Llc                                                            | inglês              | 2013      |
| Shermer, Michael                                                                  | Ceticismo científico                      | The Soul of Science | ISBN 9780965504744                    | Skeptics Society                                                         | inglês              | 2006      |
| Adams, Cecil                                                                      | Jovens céticos                            | The Straight Dope | ISBN 9780345333155                    | Ballantine Books                                                         | inglês              | 1986      |
| Adams, Cecil                                                                      | Jovens céticos                            | The Straight Dope Tells All | ISBN 9780345420077                    | Ballantine Books                                                         | inglês              | 1998      |
| Diamond, Jared                                                                    | Ceticismo científico                      | The Third Chimpanzee: The Evolution and Future of Human Animal | ISBN 9780060845506                    | HarperCollins                                                            | inglês              | 2006      |
| Flynn, Tom                                                                        | Ceticismo científico                      | The Trouble with Christmas | ISBN 9780879758486                    | Prometheus Books                                                         | inglês              | 1993      |
| Sagan, Carl                                                                       | Ceticismo religioso                       | Variedades da Experiência Científica: uma Visão Pessoal da Busca por Deus | ISBN 9788535911329                    | Companhia das Letras                                                     | português           | 2008      |
| Mehta, Hemant                                                                     | Ceticismo religioso                       | The Young Atheist's Survival Guide: Helping Secular Students Thrive | ISBN 9781939221070                    | Patheos Press                                                            | inglês              | 2012      |
| Lataster, Raphael                                                                 | Ceticismo religioso                       | There Was No Jesus, There Is No God: A Scholarly Examination of the Scientific, Historical, and Philosophical Evidence & Arguments for Monotheism                                   | ISBN 9781492234418                    | CreateSpace Independent Publishing Platform                              | inglês              | 2013      |
| Kurtz, Paul                                                                       | Ceticismo científico                      | Transcendental Temptation: A Critique of Religion and the Paranormal | ISBN 9781616148287                    | Prometheus Books                                                         | inglês              | 2013      |
| McRae, Mike                                                                       | Ceticismo científico                      | Tribal Science: Brains, Beliefs and Bad Ideas | ISBN 9780702238796                    | University of Queensland Press                                           | inglês              | 2011      |
| Adams, Cecil                                                                      | Jovens céticos                            | Triumph of the Straight Dope | ISBN 9780345420084                    | Ballantine Books                                                         | inglês              | 1999      |
| Helms, Randel                                                                     | Ceticismo religioso                       | Who Wrote the Gospels? | ISBN 9780965504737                    | Millenium Press                                                          | inglês              | 1997      |
| Christina, Greta                                                                  | Ceticismo religioso                       | Why Are You Atheists So Angry? 99 Things That Piss Off the Godless | ISBN 9780985281526                    | Pitchstone Pub.                                                          | inglês              | 2012      |
| O’Hare, Mick                                                                      | Jovens céticos                            | Why Don’t Penguins’ Feet Freeze | ISBN 9781861978769                    | Profile Books                                                            | inglês              | 2006      |
| Russell, Bertrand                                                                 | Ceticismo religioso                       | Porque Não Sou Cristão | ISBN 9788525417206                    | L & PM Editores                                                          | português           | 2008      |
| Daniels, Kenneth W.                                                               | Ceticismo religioso                       | Why I Believed: Reflections of a Former Missionary | ISBN 9780578003887                    | Kenneth W Daniels                                                        | inglês              | 2008      |
| Nickell, Joe                                                                      | Jovens céticos                            | Wonder-Workers! How They Perform the Impossible | ISBN 9780879756888                    | Prometheus Books                                                         | inglês              | 1991      |
| Radford,Benjamin                                                                  | Ceticismo científico                      | Media Mythmakers: How Journalists, Activists, and Advertisers Mislead Us | ISBN 9781591020721                    | Prometheus Books                                                         | inglês              | 2003      |
| Loftus,Elizabeth F.                                                               | Ceticismo científico                      | Eyewitness Testimony | ISBN 9780674287778                    | Harvard University Press                                                 | inglês              | 1996      |
| Plait, Philip                                                                     | Ceticismo científico                      | Death from the Skies!: The Science Behind the End of the World | ISBN 9780143116042                    | Penguin Books                                                            | inglês              | 2009      |
| Regal, Brian                                                                      | Criptozoologia                            | Searching for Sasquatch: Crackpots, Eggheads, and Criptozoologia (Palgrave Studies in the History of Science and Technology)                                                        | ISBN 9781137349439                    | Palgrave Macmillan                                                       | inglês              | 2013      |
| Blackburn, Lyle                                                                   | Criptozoologia                            | The Beast of Boggy Creek: The True Story of the Fouke Monster | ISBN 9781933665573                    | Anomalist Books                                                          | inglês              | 2012      |
| Blu Buhs, Joshua                                                                  | Criptozoologia                            | Bigfoot: The Life and Times of a Legend | ISBN 9780226079806                    | University Of Chicago Press                                              | inglês              | 2010      |
| Binns, Ronald                                                                     | Criptozoologia                            | The Loch Ness Mystery Solved (Science & the Paranormal Series) | ISBN 9780879752781                    | Prometheus Books                                                         | inglês              | 1984      |
| Smith, Jay M.                                                                     | Criptozoologia                            | Monsters of the Gévaudan: The Making of a Beast | ISBN 9780674047167                    | Harvard University Press                                                 | inglês              | 2011      |
| Bille, Matthew A.                                                                 | Criptozoologia                            | Shadows of Existence: Discoveries and Speculations in Zoology | ISBN 9780888396129                    | Hancock House                                                            | inglês              | 2006      |
| Coyne, Jerry A.                                                                   | Criacionismo                              | Por Que A Evolução É Uma Verdade | ISBN 9788585985349                    | JSN Editora                                                              | português           | 2014      |
| Minois, George                                                                    | Ceticismo religioso                       | História Do Ateísmo | ISBN 9788539305247                    | Editora UNESP                                                            | português           | 2014      |
| Pracontal, Michel de                                                              | Ceticismo científico                      | A Impostura Científica Em Dez Lições | ISBN 85-7139-521-7                    | Editora UNESP                                                            | português           | 2004      |
| Santos, Boaventura de Souza                                                       | Ceticismo religioso                       | Se Deus Fosse um Ativista dos Direitos Humanos | ISBN 9788524921773                    | Cortez Editora                                                           | português           | 2014      |
| Bezerra, Daniel & Orsi, Carlos                                                    | Ceticismo científico                      | Pura Picaretagem: Como Livros de Esoterismo e Autoajuda Distorcem a Ciência para Te Enganar. Saiba Como Não Cair em Armadilhas!                                                     | ISBN 9788580448269                    | Leya                                                                     | português           | 2013      |
| Miceli, Sergio                                                                    | Ceticismo religioso                       | A Elite Eclesiástica Brasileira: 1890-1930 | ISBN 9788535915006                    | Companhia das Letras                                                     | português           | 2009      |
| Mota, Ronaldo & Flores, Renato Zamora & Sepel, Lenira & Loreto, Élgion            | Ceticismo científico                      | Método Científico & Fronteiras do Conhecimento | -                                     | Cooperativa dos Estudantes de Santa Maria                                | português           | 2003      |
| Pigliucci, Massimo & Boudry, Maarten (eds.)                                       | Ceticismo científico                      | Philosophy of Pseudoscience: Reconsidering The Demarcation Problem | ISBN 9780226051796                    | The University of Chicago Press                                          | inglês              | 2013      |
| Brandon, Ruth                                                                     | Ceticismo científico                      | The Spiritualists: The Passion for the Occult in the Nineteenth and Twentieth Centuries                                                                                             | ISBN 0-87975-269-6                    | Prometheus Books                                                         | inglês              | 1984      |
| Verma, Surendra                                                                   | Ceticismo científico                      | Ideias Geniais Controversas: Teorias Não Comprovadas, Mistérios, Coincidências, Algumas Bobagens e Muitas Hipóteses Intrigantes da (Pseudo)Ciência (E Por Que São Questionáveis...) | ISBN 978-85-8235-140-6                | Editora Gutenberg                                                        | português           | 2014      |